# Geschichte des Hotzenwalds
Der Hotzenwald ist eine Landschaft und Region im Südschwarzwald im Landkreis Waldshut. Die Geschichte des Hotzenwalds beginnt nach römischen Anfängen an seinen Rändern mit der Besiedlung vom 7.–14. Jahrhundert. Die Geschichte ist geprägt durch die Randposition in der mehr als 550-jährigen Zugehörigkeit zu Österreich, durch große Armut, hohe Abgabenlast an das Kloster St. Blasien und im Verlauf von Jahrhunderten wiederholt ausbrechende Auseinandersetzungen wegen alter Rechte der Einwohner gegenüber dem Kloster St. Blasien. Kriege der Habsburger unter Nutzung von Hotzenwälder Soldaten gegen die Eidgenossen und Franzosen bestimmten über mehrere Jahrhunderte das Schicksal der Region. Verkehrstechnisch war der Wald bis ins 19. Jahrhundert nur schlecht zugänglich und viele Ortschaften im Winter monatelang abgeschnitten. Der Hotzenwald blieb trotz Industrialisierung am Südrand und dörflicher Heimarbeit bis weit ins 20. Jahrhundert ein unterentwickeltes Gebiet in Baden und erfuhr erst nach dem letzten Krieg eine Entwicklung zum Erholungs- und Feriengebiet.

## Römerzeit und alemannische Siedlung

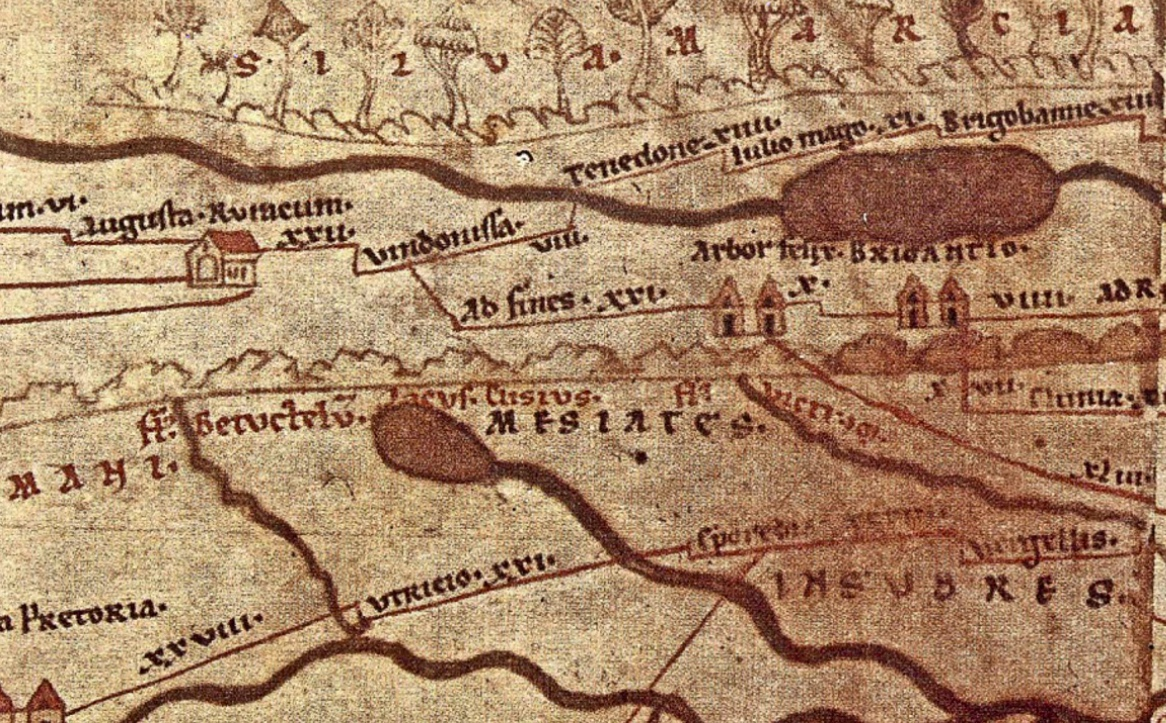
Peutinger-Karte. Ausschnitt des Hochrheins. Rechts oben: Bodensee. Von rechts nach links: Hochrhein. Am oberen Bildrand quer: Südschwarzwaldausläufer (Silva Marciana). Oben links: Kaiseraugst (Augusta Ruracum). Mitte: Alpen. Das Bild zeigt einen Ausschnitt der Karte des römischen Straßennetzes in Europa. Sie ist aus karolingischer Zeit (12. Jahrhundert) und römischen Karten nachgezeichnet. Damit ist sie eine der ältesten Karten, die den Schwarzwald zeigt.

Der Hotzenwald war zu vorrömischer und römischer Zeit nicht dauerhaft erschlossen und besiedelt. Nur die Talausgänge von Schlücht und Steina sowie der Ostrand des Hotzenwalds geben Hinweise auf frühe Nutzung ackergünstiger Nutzungsflächen. Spuren der Kelten lasen sich ab ca. 600 v. Chr. nachweisen.
Der römische Befehlshaber Cornelius Clemens hatte sein Quartier bei Windisch nahe der Reuss-Mündung in die Aare. Er stieß von dort 73 n. Chr. bis zur Donau vor und gliederte in diesem Zusammenhang das eroberte Gebiet in Südwestdeutschland der Provinz Germania Superior an. Die Römer drangen von Süden gegen den Hochrhein vor, bauten Straßen beiderseits des Hochrheins und legten Gutshöfe nahe dem Rhein an, unter anderem bei Brennet, Wallbach, Obersäckingen, Laufenburg (Baden), Waldshut, Gurtweil und Ühlingen. Von diesen Landhäusern wurden die Militärlager versorgt.
Seit dem frühen 3. Jahrhundert sind alemannische Vorstöße in das von Kelten besiedelte, römisch verwaltete Gebiet bekannt. Um 260 überschritten die Alemannen erstmals den Hochrhein und überfielen Augusta Raurica, das heutige Kaiseraugst östlich von Basel. Sie konnten sich aber nicht dauerhaft festsetzen. Unter Kaiser Constantius II., Sohn Konstantin des Großen, wurden sie 354 wieder vertrieben. 390 war das rechte Hochrheinufer fest in alemannischer Hand. Auf der linken Rheinseite wurde vom Bodensee bis Basel eine römische Befestigungslinie errichtet. Die Römer gaben das Gebiet im 5. Jahrhundert auf. Ihre Gutshöfe zerfielen danach, jedoch blieben die von ihnen angelegten Straßen erhalten. Die Alemannen nutzen die Steingebäude der Römer nicht, legten aber Siedlungen in deren Umfeld an.
Die Alemannen, die ab 450 auch das linksrheinische Hochrheintal besiedelten, errichteten zunächst Höfe am Rhein und auf günstig gelegenen Flächen am südlichen Schwarzwaldhang sowie an den Talausgängen von Wehra, Schlücht und Steina. Der Hotzenwald selbst blieb weiter siedlungsfrei.

## Ländliche Entwicklung in Mittelalter und Neuzeit

### Drei Erschließungsphasen
Die mittelalterliche Besiedlung des Hotzenwalds geschah in drei getrennten Vorstößen bzw. Rodungsperioden: 7.–9. Jahrhundert: eine erste Ausbausiedlung im vorderen Hotzenwald; Träger dieser frühen Phase waren Grafen aus dem Alpgau. Zwischen 780 und 890 werden zehnmal solche Grafen genannt, deren Grafenamt aber nicht zwingend in der Region lag. 10.–12. Jh.: Erschließung der Hochflächen zwischen den nach Süden verlaufenden Tälern. Hier tauchen die Herren von Krenkingen und von Tiefenstein (nach Tiefenstein im unteren Albtal) erstmals auf, beides edelfrei Familien. Der Name des Alpgau verschwindet wieder. Die Rodungen der Tiefensteiner kann als charakteristisch für die zweite Erschließungsphase gelten. Sie füllen das Vakuum, das zwischen den Rodungen, die von Säckingen ausgingen, also vom Südwesten des Hotzenwalds und ersten Rodungen von St. Blasien, also von Norden. 13.–14. Jahrhundert: Späte Rodung und Anlage von Streusiedlungen und Einzelhöfen im hinteren Hotzenwald in 800–1000 Metern Höhe. Diese dritte Siedlungsperiode erfolgte im Gegensatz zu den ersten beiden von Norden nach Süden. St. Blasien erhielt keine Schenkungen von Adligen bis 1200. Es musste daher die Region rund um das Kloster nahezu ausschließlich durch Rodungen nutzbar machen.
Es kam auf dem Wald wegen der verkehrstechnisch ungünstigen Lage zu keiner Ausbildung von Städten. Alle Städte lagen am Rand des Hotzenwalds, wie etwa Säckingen, Laufenburg, Hauenstein und Waldshut. Ebenso wenig fehlte bis in die Neuzeit ein kulturelles Zentrum auf dem Hotzenwald, auch nicht an dem dörflichen Gerichtsplatz Görwihl.

### Alter und Herkunft von Ortsnamen
Die Ortsnamen erlauben Hinweise auf den Gang der Besiedlung. Urkunden sind selten und gehen, wenn vorhanden, auf das Kloster St. Gallen zurück, das im Gegensatz zum Kloster Säckingen nicht durch Brände vernichtet wurde. Zwei Ortsnamen aus der frühen ersten Hälfte des 9. Jahrhunderts werden in einer Urkunde von 814 genannt: Birkingen und Birndorf. Damit kann eine frühe Besiedlung des unteren Hotzenwalds mit Einzelhöfen zwischen 500 und 700 angenommen werden.
Weitere älteste Orte auf -ingen sind nach schriftlicher Überlieferung ihrer Erwähnung: Luttingen (Lutinga, 788), Tiengen (Tuoingen, vor 876), Säckingen (Seckinga, 878). Bei den Endungen auf -will oder -weil sind das: Gurtweil (Gurtwila, 873), Etzwihl (Eziwilare, 874), Hechwihl (Haihwilare, 874), Weilheim (Wihlheim, 929). In der dritten Phase angelegte Orte haben Endungen auf -ach, -au, -bach, -berg, -brand, -egg, -halden, -holz, -lehen, -moos, -ried, -stein, -wald und -wies. Auch die Ortsnamen mit Endung -schwand gehören in diese letzte Gruppe. Die Ortsnamen auf -brand und -schwand gehen auf die beiden früheren Rodungsformen „Brennen“ (Brandrodung) und „Schwenden“ (Schwendbau) zurück. Ortsnamen wie Aichen, Ahorndobel, Birken bei Oberalpfen und Wilfingen, Birkendorf, Buch, Buchholz (zwischen Niederwihl und Schachen), Eichhalde (bei Oberwihl), Ellmenegg (oberhalb des Murgtals; nach Ulmen) Erlenberg (über der Mettma bei Brenden), Eschholz und Eschberg, Immeneich, Lindau und zahlreiche andere zeugen vom umfangreichen ursprünglichen Misch- und Laubwald auf dem Hotzenwald.

### Realteilung von Bauernhöfen
Auf dem Hotzenwald entstanden zuerst Einzelhöfe, wie Ortsnamen Oberhof oder Niederhof dokumentieren. War auf dem Hochschwarzwald und mittleren Schwarzwald der wirtschaftliche Erhalt von Höfen durch das Anerbenrecht abgesichert, herrschte auf dem Hotzenwald ab dem 16. Jahrhundert die Realteilung vor. Diese Regelung sah vor, dass Gebäude, Äcker, Weideland und Wald im Erbfall geteilt wurden. Es kam vielfach gegen den Willen aber mit Billigung der Grundherren zu einer Auflösung geschlossener Hofgüter, der Besitz wurde zersplittert. Mehrere Familien lebten unter einem Dach. Mehrere Frauen mussten an einem Herd in einer rußigen Küche arbeiten. Das führte unter zudem klimatisch harten Bedingungen zum wirtschaftlichen Zerfall, zum Niedergang des Freibauerntums, zu Verarmung, sozialen Notständen und politischen Unruhen, zu Überbevölkerung und Auswanderung.

### Dorfbrände

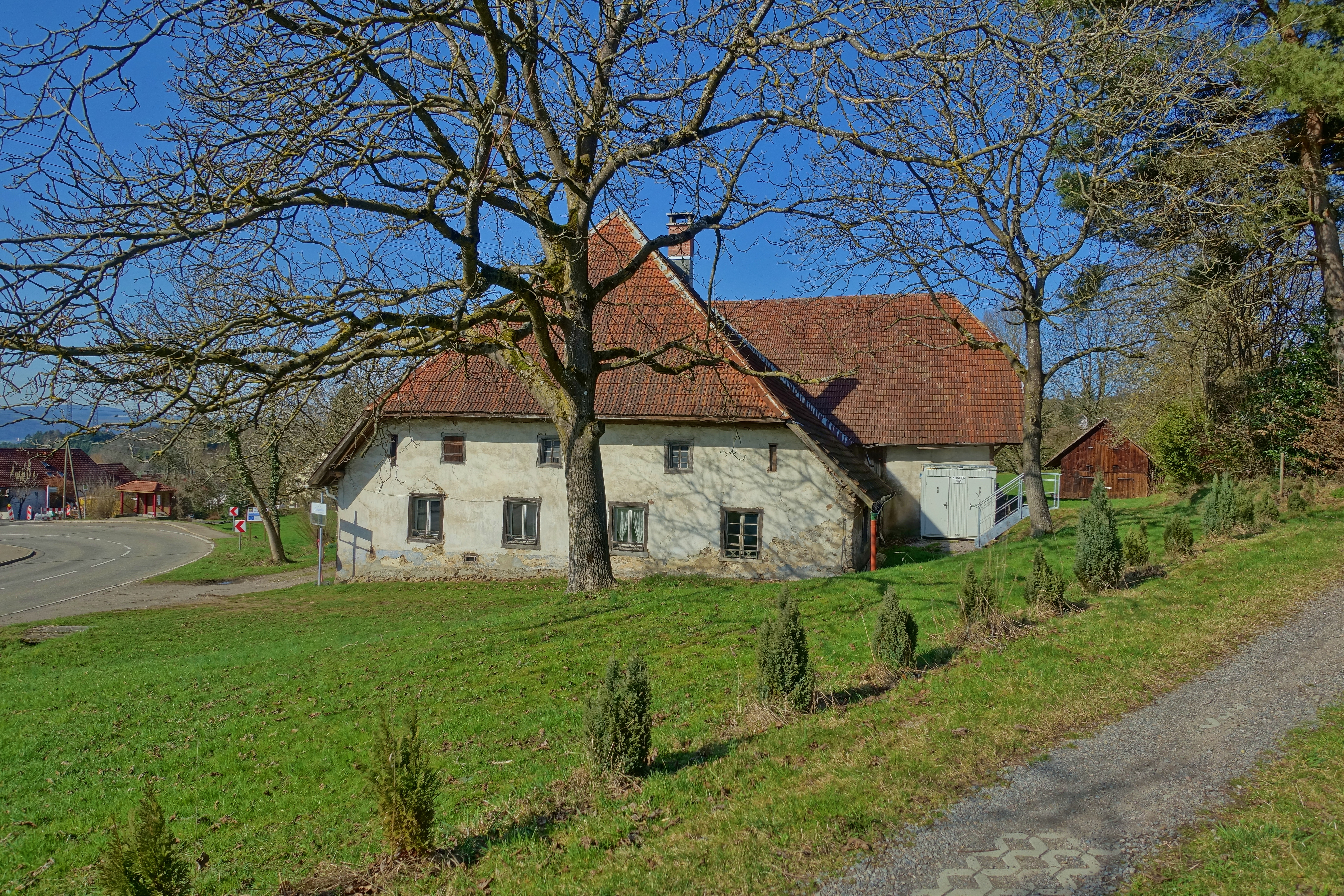
Zechenwihler Hotzenhaus, 1748 gebaut

In den zahlreichen Kriegen vom 16. bis 19. Jahrhundert wurden viele Höfe und Dörfer ganz oder teilweise, oft mehrfach niedergebrannt. Beispiele sind: Oberweschnegg 1560, Murg 1588 (13 Häuser), Nöggenschwiel 1865 (13 Häuser), Niederwihl Unterdorf 1873 (eingeäschert), Niederwihl Oberdorf 1874 (eingeäschert), Brenden 1808 (12 Höfe mit Kirche und Wirtshaus) und 1874, Görwihl 1852 (16 Häuser), 1905 (10 Häuser), Berau 1818, 1853 1867, 1879, 1883, Bonndorf 1827 (46 Häuser).
Der Hotzenblitz war eine vorsätzliche Brandstiftung, um auf Kosten der Gebäudeversicherung zu einem neuen Hof zu kommen. Dieses Vorgehen ist mitverantwortlich, dass auf dem Hotzenwald die typischen strohgedeckten, alten Hotzenhäuser früh verschwanden.

### Frühe Christianisierung
Christliche Gemeinden hatten sich schon in den spätrömischen Siedlungen links des Rheins gebildet. Tenedo (Bad Zurzach). Augusta Raurica (Kaiseraugst) und Vindonissa (Windisch) waren Bischofssitze. Zur Zeit der Völkerwanderung im 6. Jahrhundert drängten die Alemannen jedoch das Christentum wieder zurück. Die Franken zwangen die Alemannen beiderseits des Rheins, das Christentum anzunehmen. Neue Kirchen entstanden, die die Alemannen für ihre Bestattungen nutzten. Insgesamt dauerte der Christianisierungsprozess zwei Jahrhunderte. Noch lange gab es parallel heidnische Bestattungen mit Waffenbeigaben.

### Bedeutung des Klosters Säckingen
Zentrale Bedeutung für die Durchsetzung des Christentums und die Sicherung der fränkischen Königsgewalt war das Fridolinskloster Säckingen. Der iro-schottische Wandermönch Fridolin von Säckingen war der erste Apostel Alemanniens. Das Kloster Säckingen erwarb auf dem Hotzenwald bereits vor dem 9. Jahrhundert umfangreichen Besitz und legte Höfe an, die sich zu Dörfern entwickelten. Dazu gehörten Görwihl, Niederwihl, Oberhof, Rüßwihl und Zechenwihl. Zudem besaß das Kloster ausgedehnten Besitz linksrheinisch auf heute schweizerischem Gebiet. Besitztümer in der Gegend von Wehr sowie die wichtige Stadt Laufenburg gingen dem Kloster wieder verloren. Es hatte in den genannten Dörfern im Hotzenwald die Grundherrschaft und niedere Gerichtsbarkeit. Die hochgerichtliche Gewalt und Landeshoheit lag seit 1173 in Form der Schirmvogtei über das Kloster bei den Grafen von Habsburg. Seinen wirtschaftlichen Höhepunkt erlangte das Kloster Säckingen mit der Erhebung der Äbtissin in den Reichsfürstenstand im 13. und am Beginn des 14. Jahrhunderts gegenüber dem Kloster St. Blasien betrieb das Kloster Säckingen eine deutlich weniger straffe Erwerbs- und Steuereintreibungspolitik.

### Bedeutung des Klosters St. Blasien
Das Kloster St. Blasien leistete einen großen Beitrag an der Rodung und Besiedlung des Hotzenwalds von und im Norden. Die finanziellen Mittel hierfür flossen dem Kloster großteils durch Einnahmen aus dem Silberbergbau, hauptsächlich aus dem Gebiet Todtnau zu, so dass St. Blasien zur größten Kapitalmacht im Südschwarzwald wurde. Anfang des 14. Jahrhunderts hatte St. Blasien fast alle Orte zwischen Alb und Schlücht in seinem Besitz und strebte, wenn auch durch den harten Widerstand der Einung erfolglos, die ganze Herrschaft über die Grafschaft Hauenstein pfandschaftsweise an. 1350 besaß St. Blasien im Hotzenwald 28 Meierhöfe. Das Kloster organisierte sein Besitztum und die Einnahmen äußerst straff und effizient. Im Waldamt von St. Blasien gab es Fronhöfe, die ein Drittel ihrer Erträge abzuliefern hatten, ferner Höfe, Lehenhöfe, Erbpacht, Hufe, Schupposen (Kleinbauernhöfe) und Zinsgüter. In der Grafschaft Hauenstein lag die Hochgerichtsbarkeit über die Dörfer, die im Besitz St. Blasiens waren, bei Habsburg.

### Einungen

#### Ursprung und Zweck

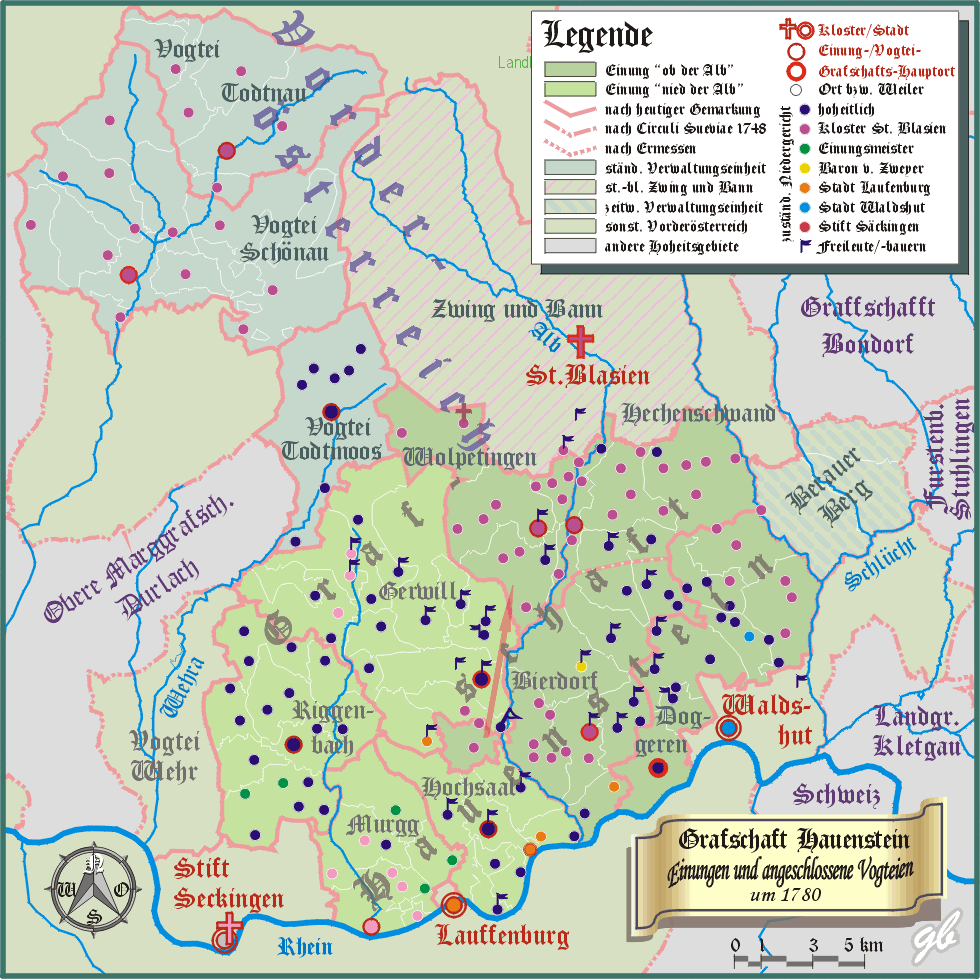
Karte der 8 Einungen der Grafschaft Hauenstein mit angegliederten Vogteien nach einer Tabelle von 1783. Einung „nid der Alb“ (hellgrün, westlich der Alb), Einung „ob der Alb“ (dunkleres grün, östlich der Alb)

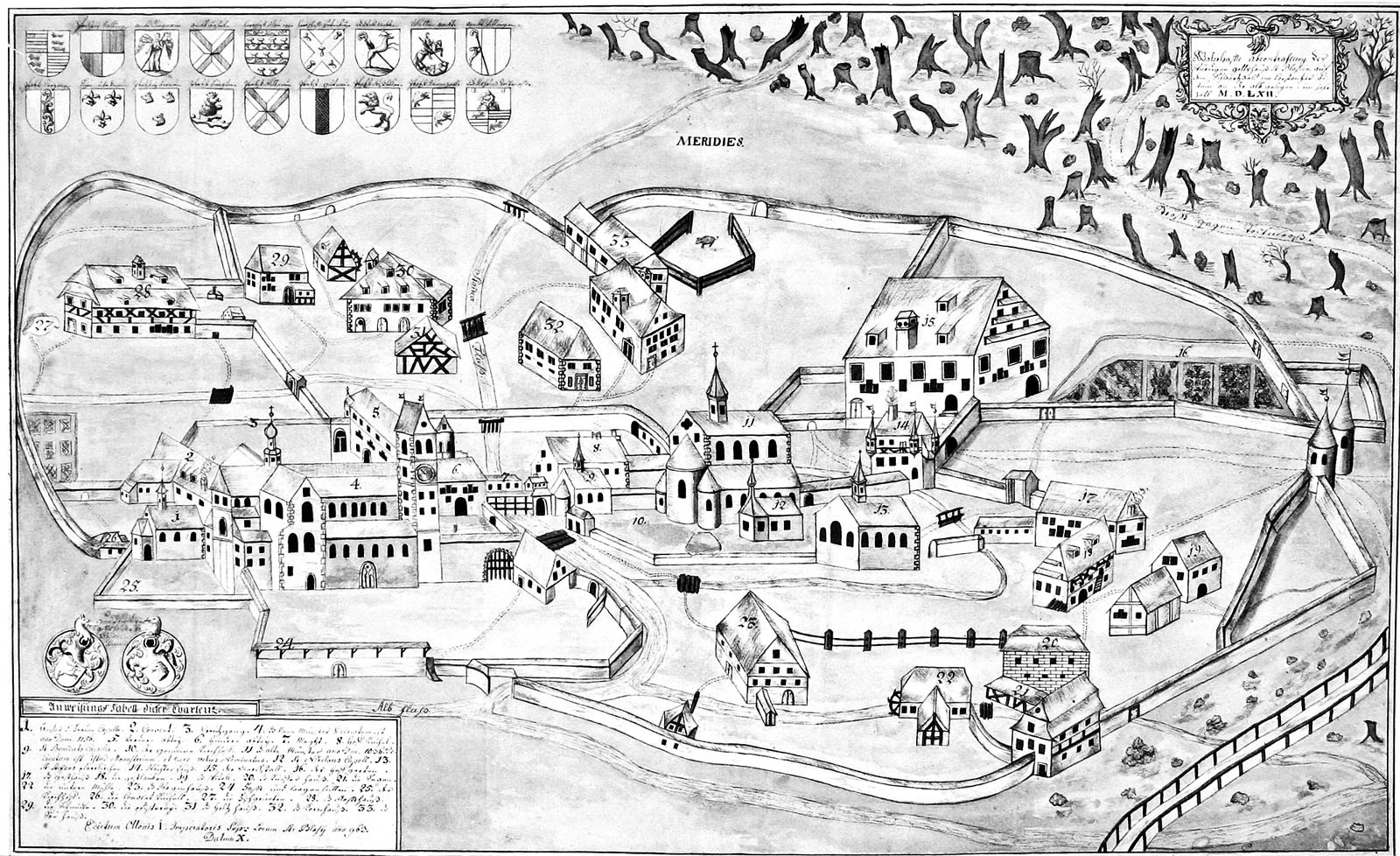
Ansicht des Klosters St. Blasien um 1562

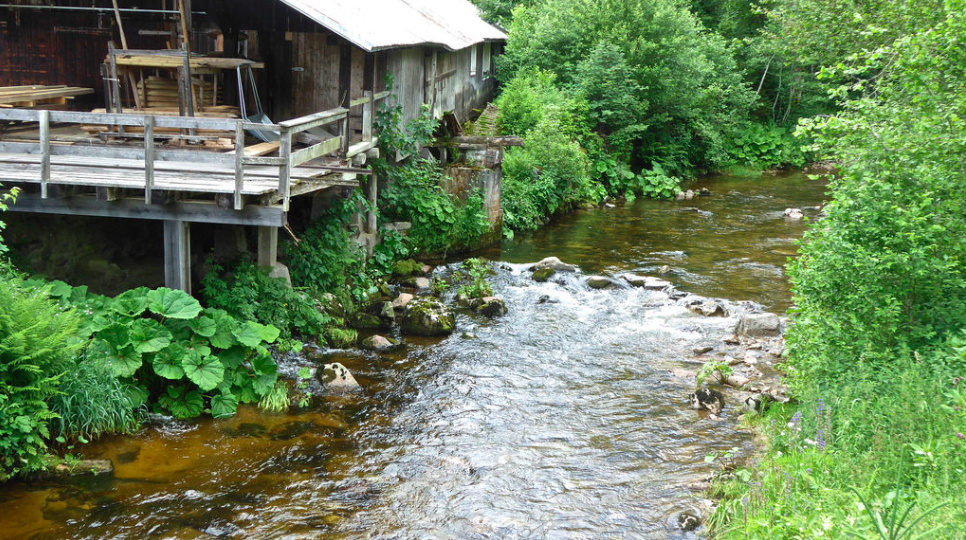
Alte Glashofsäge St. Blasien. Unweit von hier standen Anfang des 16. Jahrhunderts im Zwing und Bann St. Blasien, der auch große Teile des Hotzenwalds umfasste, der Galgen und Enthauptungsplatz.

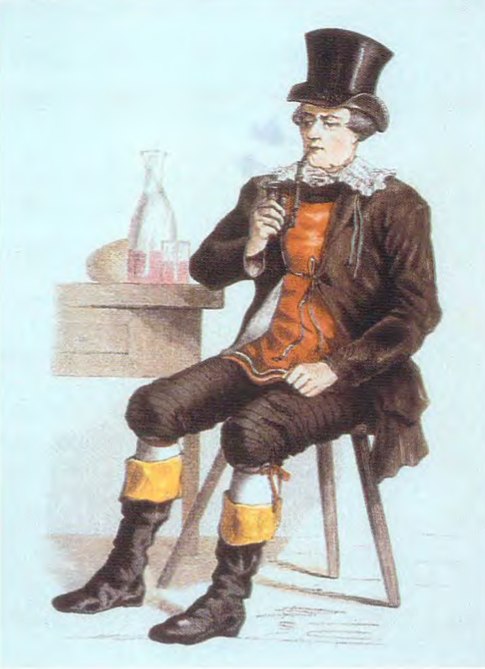
Freibauer auf dem Hotzenwald

Die Bewohner der Grafschaft Hauenstein besaßen im süddeutschen Raum eine einmalige Rechtsstellung in ihrer Mischung von Freiheiten und Hörigkeit. Obwohl gebunden an den Zins für das Kloster St. Blasien bzw. Säckingen und gleichgültig ob Freibauer oder Leibeigener, man sah sich auf dem Wald bis zur Zugehörigkeit zum Großherzogtum Baden in erster Linie als Mitglied der Einung. Die Rechte der Einung wurden nachhaltig verteidigt. Die Einung geht zurück auf die Jahre 1326 und 1333. Die Siedlungen schlossen sich hier unabhängig von ihrer niedergerichtlichen, grundherrlichen und kirchlichen Zugehörigkeit zu genossenschaftlichen Selbstverwaltungsverbänden zusammen. Alle Menschen, die innerhalb der Eignung wohnten, gehörten dieser Genossenschaft an. Der Zusammenschluss zu einer Einung geschah mit der Zustimmung der Klöster und Habsburgs, die die Einung 1371 ausdrücklich anerkannten. Die in diesem Jahr erstmals sichtbar werdende Einung war eine vom Kloster St. Blasien gebilligte Selbstschutzorganisation begrenzter Autonomie. Kaiser Maximilian I. hob 1500 die militärischen Aufgaben der Einungen auf. Die Einung entwickelte danach im 17. und 18. Jahrhundert stärker zu Selbstverwaltungsorganisation unter landesherrlicher Aufsicht ohne militärische Aufgaben. Diese oblagen den Hauensteiner Landfahnen.

#### Organisation
Die Hochgerichtsbarkeit oblag dem Waldvogt. Der Waldvogt vertrat den Landesherrn und Fürsten, das Erzhaus und den österreichischen Staat. Die Einung wurde unter Kaiser Friedrich III: 1442 und Maximillian I. 1510 bestätigt. 1522 entstand sogar eine eigene Landordnung des Schwarzwalds für die Hauensteiner. Ihre Privilegien und bäuerliche Selbstverwaltung waren hauptsächlich in den militärischen Leistungen der Hauensteiner begründet. Die Rechte wurden zwar nach den Bauernkriegen 1525 eingeschränkt, aber schon 1527 durch Erzherzog Ferdinand I., wieder eingerichtet. Es gab 8 Einungen mit je 12 bis 15 Dörfern in der Herrschaft Hauenstein. Der Einung stand ein jährlich neu gewählter Einungsmeister vor. Sprecher der acht Einungsmeister war der Redmann. Die Wahlen der genannten fand jeweils unter Anwesenheit des Waldvogts, aber nicht mit dessen Stimme, Anfang Mai in Görwihl statt. Redmann und Einungsmeister hatten Sitz und Stimme bei den vorderösterreichischen Landständen in Freiburg im Breisgau. Wichtige Aufgabe der Einungsmeister war die Verteilung der Steuerlasten und der Einzug der auf den Höfen anfallenden Steuern.

#### Niedergang
Der Grund für den langen Bestand der Einungen unter Habsburger Herrschaft war deren nachsichtige Behandlung der Einungen trotz ihrer Aufstände im 18. Jahrhundert. Die militärischen Leistungen der Waldbevölkerung und die Zuverlässigkeit der Soldaten trug zu dieser Toleranz Habsburgs bei. Die Grafschaft Hauenstein war wiederholt ein Eckpfeiler der habsburgischen Machtsicherung.
Mit dem Übergang der Grafschaft Hauenstein und der Hotzenwaldorte an das Großherzogtum Baden im Jahr 1806 war die Selbstverwaltung des Hotzenwalds und damit auch die Existenz der Einungen beendet.

### Gerichtsbarkeit
Rundum St. Blasien einschließlich der Grafschaft Hauenstein bestand seit 1328 Zwing und Bann, ein rechtlicher Sonderstatus als Immunitätsbezirk des Klosters. St. Blasien strebte danach, in der Grafschaft die hohe Gerichtsbarkeit zu erlangen. Das gelang nicht. Es kam zu jahrhundertelangen Auseinandersetzungen. Wegen finanzieller Engpässe kam es jedoch unter Kaiser Rudolf II. 1596 für 35 Jahre zur Verpfändung der hohen Gerichtsbarkeit für den Zwing und Bann und damit auch für die Grafschaft Hauenstein vom Haus Habsburg an das Kloster St. Blasien. St. Blasien stellte im Gegenzug dafür ein Darlehen in Höhe von 20.000 fl. (Gulden) an Wien zur Finanzierung der Türkenkriege. Gerichtsplatz wurde 1597 St. Blasien, einschließlich der Errichtung eines Galgens und einer Enthauptungsstätte. Eine Verlängerung des Pfandrechts fand wegen des Widerstands der Einungen nicht statt. 1705 bestätigte allerdings Kaiser Joseph I. die ewige Perpetuation der Pfandschaft. Das habsburgische Untertanenverhältnis zu den Mönchen und ihrem Abt in St. Blasien sowie der Bauern in der Grafschaft war davon unberührt. St. Blasien hat nach eigenen Angaben insgesamt für diese Anstrengungen, um die hohe Gerichtsbarkeit durchzusetzen, gegenüber Wien 400.000 fl. (Gulden) aufgewendet.
In Zeiten, in denen die Hochgerichtsbarkeit nicht dem Kloster St. Blasien oblag, hatte sie der Waldvogt. Die Hauensteiner fühlten sich generell an das Haus Habsburg und die Habsburger Hochgerichtsbarkeit gebunden.

### Freibauern
Bereits 1303 gab es Freibauern westlich der Alb zwischen Besitzungen des Klosters Säckingen und dem Rodungsgebiet des Klosters St. Blasien. Die Freibauern erhielten rechtliche Vergünstigungen, wenn sie in unerschlossenes Gebiet zogen und diese rodeten, was ein mühsamer jahrelanger Prozess war. Auf dem von ihnen urbar gemachten Gelände konnten sie Höfe in Erbzins errichten. Sie waren Rodungsfreier und blieben von Fronleistungen der Bauern im Altsiedelland befreit. Viele Freibauern gehörten zu den beiden Pfarreien Hochsal und Görwihl. Dort gab es auch Dinghöfe (Gerichtsstätten) für die Freibauern. Das Freibauerntum ging gegen Ende des 18. Jahrhunderts endgültig unter, da Kaiser Josef II. es versäumt hatte, die verhängnisvollen Folgen der Realteilung auf dem Hotzenwald durch entsprechende agrarpolitische Maßnahmen einzudämmen. Die Kämpfe der Bauern auf dem Hotzenwald während des Bauernaufstands, der Salpeterkriege und anhaltender Konflikte mit dem Kloster St. Blasien und mit Habsburg wurzelten in den Freiheitsgedanken aus der ursprünglichen Zeit des Freibauerntums.

### Leibeigenschaft, Fronpflichten
Ein Großteil des Hotzenwalds war bis ins 18. Jahrhundert leibeigen. Leibeigene und Freie wohnten in den Dörfern nebeneinander und waren miteinander verwandt. Symbol der Unfreiheit war der Leibfall, eine fällige Naturalabgabe an den Grundherrn. Sie war nach dem Tod des Leibeigenen von den Hinterbliebenen zu leisten. Leibherren war das Kloster St. Blasien für die Grafschaft Hauenstein oder das Stift Säckingen. Unter dem Kloster St. Blasien wurde die Leibeigenschaft am drückendsten empfunden. Sie löste im 18. Jahrhundert immer wieder Spannungen aus. Alle Leibeigenen mussten ab dem 14. Lebensjahr dem Abt in St. Blasien einen Huldigungseid ablegen. Die Hausväter mussten jährlich ein Fastnachtshuhn abliefern, drei Tage Frondienst leisten und seine Erben waren zum Todfall verpflichtet, das war in der Regel die Abgabe des besten Stücks Vieh. Außerdem beanspruchte das Kloster von seinen Angehörigen das Hagestolzerecht, das war ein Drittel, ab 1719 sogar die gesamte fahrende Habe. Hinzu kam, dass in den Dörfern, in denen St. Blasien oder Säckingen die Grundherrschaft besaß, Weinmenigüter bestanden. Das bedeutete, dass die Inhaber verpflichtet waren, jährlich zwei Weinfuhren aus dem Breisgau oder dem Markgräflerland in den Klosterkeller St. Blasien zu fahren.

### Befestigungslinien

Ausschnitt einer historischen Kartierung einer Befestigungslinie im Südschwarzwald um 1700 (Norden: rechts)

Im Hotzenwald existieren noch heute Reste von Mauern, Gräben und Schanzen. Der bekannteste ist der Landhag. Diese Befestigungsanlagen gehen zurück bis auf die Kriege mit den Eidgenossen im 13. Jahrhundert. Der Hagwald, ein unbesiedelter Waldstreifen, diente ebenfalls der Verteidigung. Im Kriegsfall wurden Bäume mit den Spitzen in Richtung der Angreifer umgehauen. Das machte das Vordringen gegnerischer Truppen nahezu unmöglich. Das kaiserliche Hag verlief um 1433 als 9,5 km langer und 50 bis 600 Meter breiter Waldstreifen vom Hohenfels bei Tiefenstein im Albtal bis Leinegg an der Fohrenbachmündung in die Schwarza mit der Remetschwieler Letze als Hauptverschanzung. Hier konnten Angriffe aus der Waldshuter Gegend von Norden her abgewehrt werden.

### Hauensteiner Landfahnen

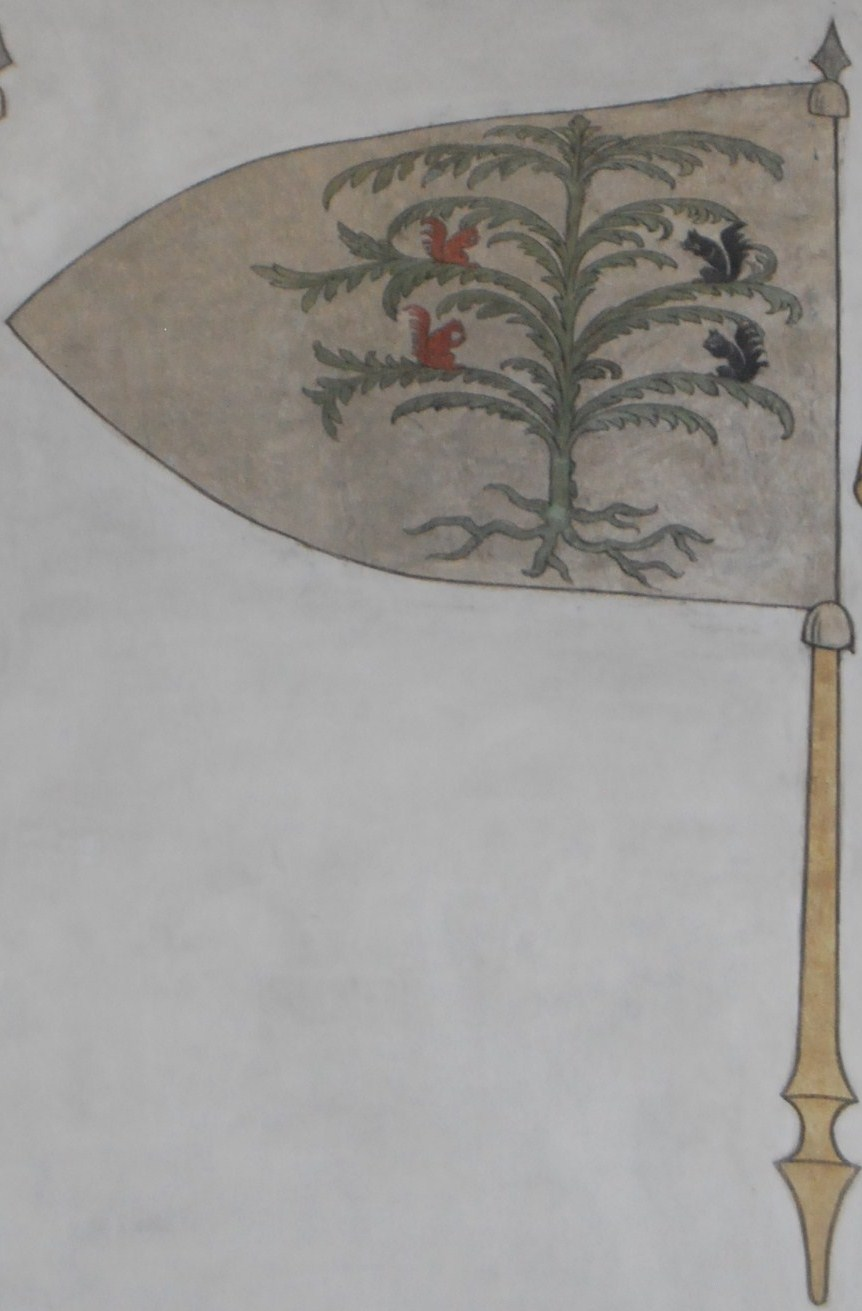
Schlachtenbanner der Hauensteiner Landfahnen (Schlacht bei Sempach)

Die Hauensteiner Fähnlein und später der Landfahnen waren das Hotzenmilitär. Der Landfahnen diente Habsburg als Vorpostenstellung vor allem gegen die Eidgenossen. Der Landfahnen entstand im 14. und 15. Jahrhundert. Die Hauensteiner galten den Eidgenossen als ebenbürtig. Der Landsturm verteidigte 1444 erfolgreich den Wald gegen die Armagnaken aus Frankreich und 1446 gegen die Basler im Wiesental. Ab 1500 wurde der Landfahnen in die vorderösterreichische Wehrorganisation eingegliedert. Der Kommandant der Hauensteiner Landfahnens wurde von der Regierung ernannt. In den beiden ersten Jahrzehnten des 16. Jahrhunderts stellte der Hotzenwald zahlreiche Freiwillige für verschiedene österreichische Feldzüge, vor allem in Italien. Nachdem bei den Landfahnen neue Ausbildungsvorschriften eingeführt waren, bezeichnete Generalfeldmarschall Bürcklin 1728 die Hauensteiner so gut und fast besser als reguläre österreichische Truppen. Als Marie-Antoinette von Österreich-Lothringen 1770 auf ihrem Brautzug durch Freiburg fuhr, wurde sie von zwei Kompanien des Hauensteiner Landfahnens in eindrucksvollen Hotzenwälder Trachten begrüßt. Über mehrere Jahrhunderte erfüllten die Hauensteiner ihre Pflicht, die österreichischen Vorlande gegen Einfälle von Westen zu verteidigen. Sie sicherten sich dadurch langfristig bis 1805 ihre Sonderrechte in den Einungen.

### Heimarbeit und Baumwollindustrie

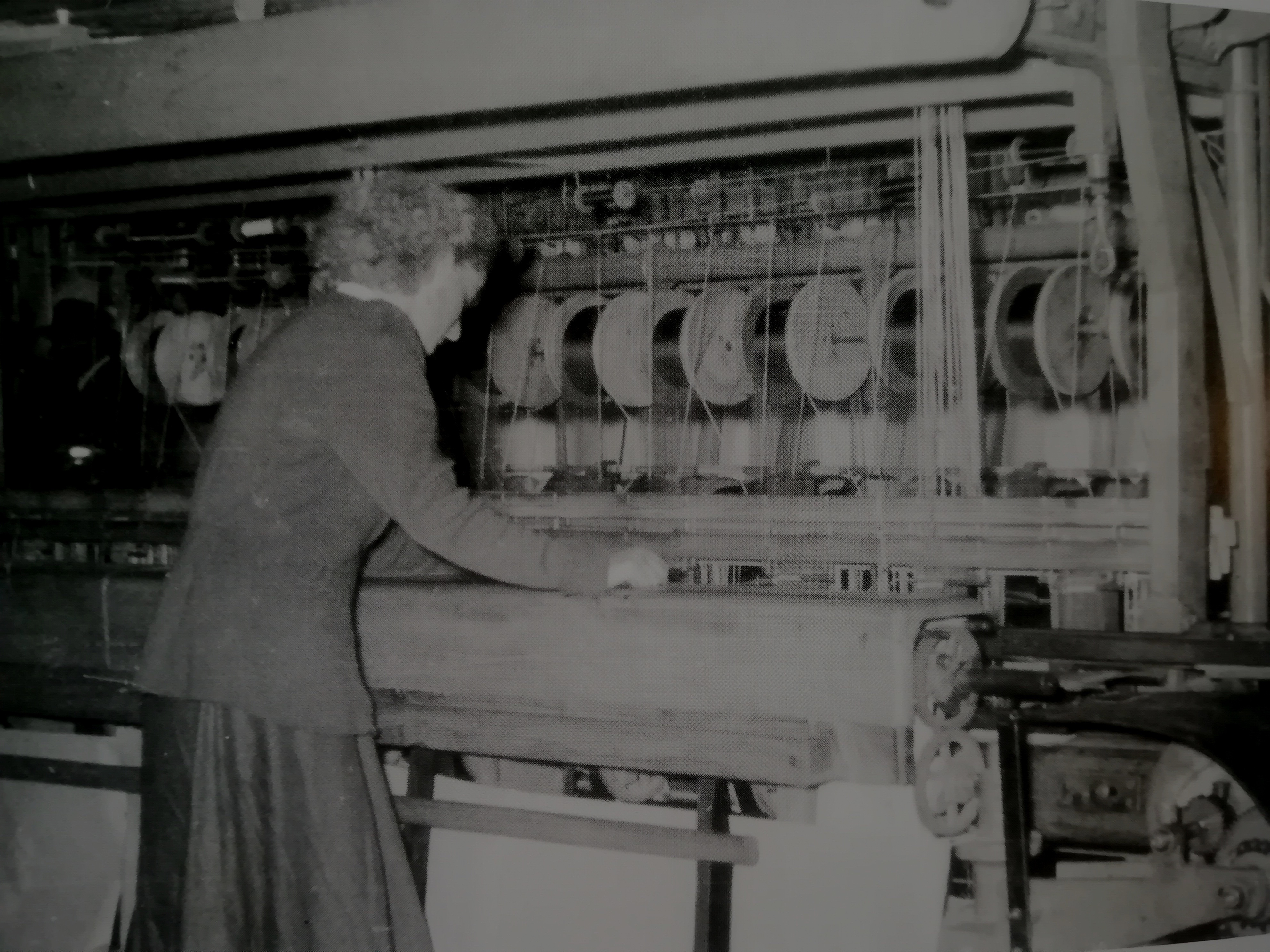
Seidenbandweberei in Heimarbeit auf dem Hotzenwald

Mitte der 1740er Jahre, während der Salpetererunruhen, warben Unternehmen auf den Höfen des Südschwarzwalds um Heimarbeiter. Der Abt von St. Blasien duldete diese Bestrebungen. Die Baumwollspinnerei konnte sich in den Einungen Birndorf, Görwihl und Wolpadingen ausbreiten. 1790 wurden 9000 Heimarbeiter beschäftigt. Die Abwanderung aus dem Hotzenwald nahm zunächst ab. Gegenüber dem aktiven Waldshuter Unternehmer Kilian, dem Niedriglohnpolitik nachgesagt wurde, entwickelte sich eine schweizerische Konkurrenz.
In der wachsenden Notsituation während der Salpetererunruhen führte der sich anbahnende wirtschaftliche Aufschwung zur Besserung der Einkommensverhältnisse. Gleichzeitig gingen agrarische Wirtschaftsformen zurück, da mehrere Mitglieder in einem Familienhaushalt für die Heimarbeit gefordert waren und beides nur schlecht zu vereinbaren war. Landwirtschaft konnte nur noch nebenbei betrieben werden. Das schuf Abhängigkeit. Die Menschen mussten ihre Nahrungsmittel an anderer Stelle erwerben. Handel und andere Gewerbe kamen auf diese Weise in den Wald. Die Heimarbeit auf dem Hotzenwald blieb in den Dörfern Strittmatt, Engelschwand, Segeten, Hogschür und Herrischried bis weit ins 20. Jahrhundert in Form der Seidenbandweberei erhalten. Der letzte private Webstuhlbetrieb wurde 1972 eingestellt.
Baumwollindustrie etablierte sich parallel zur Hausarbeit im Hotzenwald auch in einigen Fabrikbetrieben. In Tiefenstein entstand um 1870 eine Baumwollspinnerei, aus der Glarner Bürger 1873 in eine Schappe-Spinnerei machten. In Görwihl wurde 1900 von einem Züricher Fabrikanten eine Seidenweberei mit Dampfmaschinenantrieb (Lokomobil) in Betrieb genommen. Der Arbeitslohn betrug in den ersten Jahren 1,50 bis 2 Mark.
In Albbruck stand schon vor 1800 ein Eisenwerk mit Hochofen und angeschlossenem Hammerwerk. Es war in der ersten Hälfte des 19. Jahrhunderts das größte Eisenwerk im Großherzogtum Baden.

### Verkehrsgeschichte

#### Nur wenige Fußwege bis ins 18. Jahrhundert

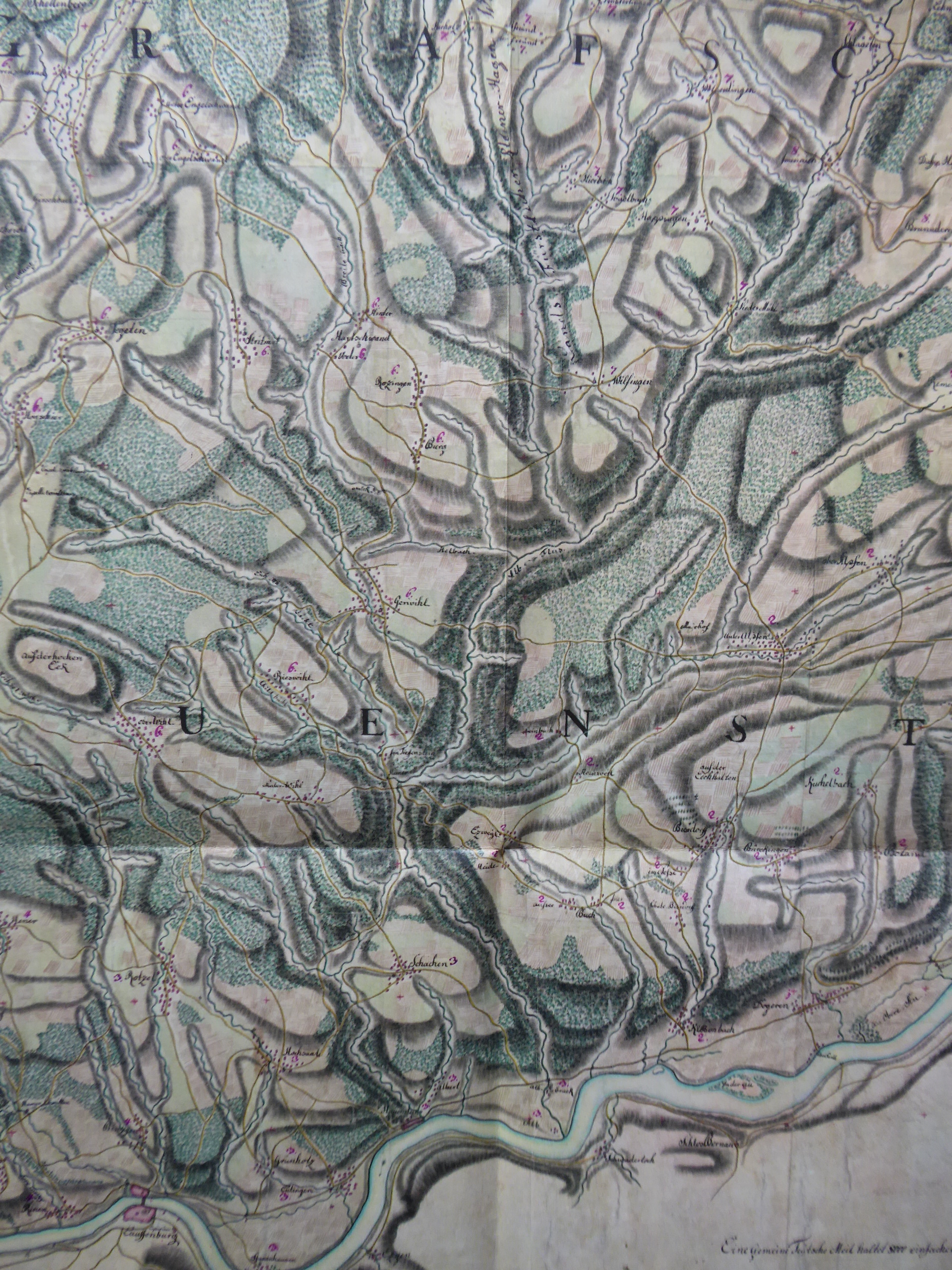
Karte des Albtals Ende des 18. Jahrhunderts. Durch das Albtal führt von Immeneich (oben rechts) bis Albbruck (unten Mitte) keine Verkehrsverbindung. Alle Verbindungslinien auf der Karte sind gewöhnliche Fußwege („ordinari Weg“). In der abgebildeten Region auf der Karte gab es auf dem Wald zu dieser Zeit noch keine Postverbindung, auch keine Reiterpost.

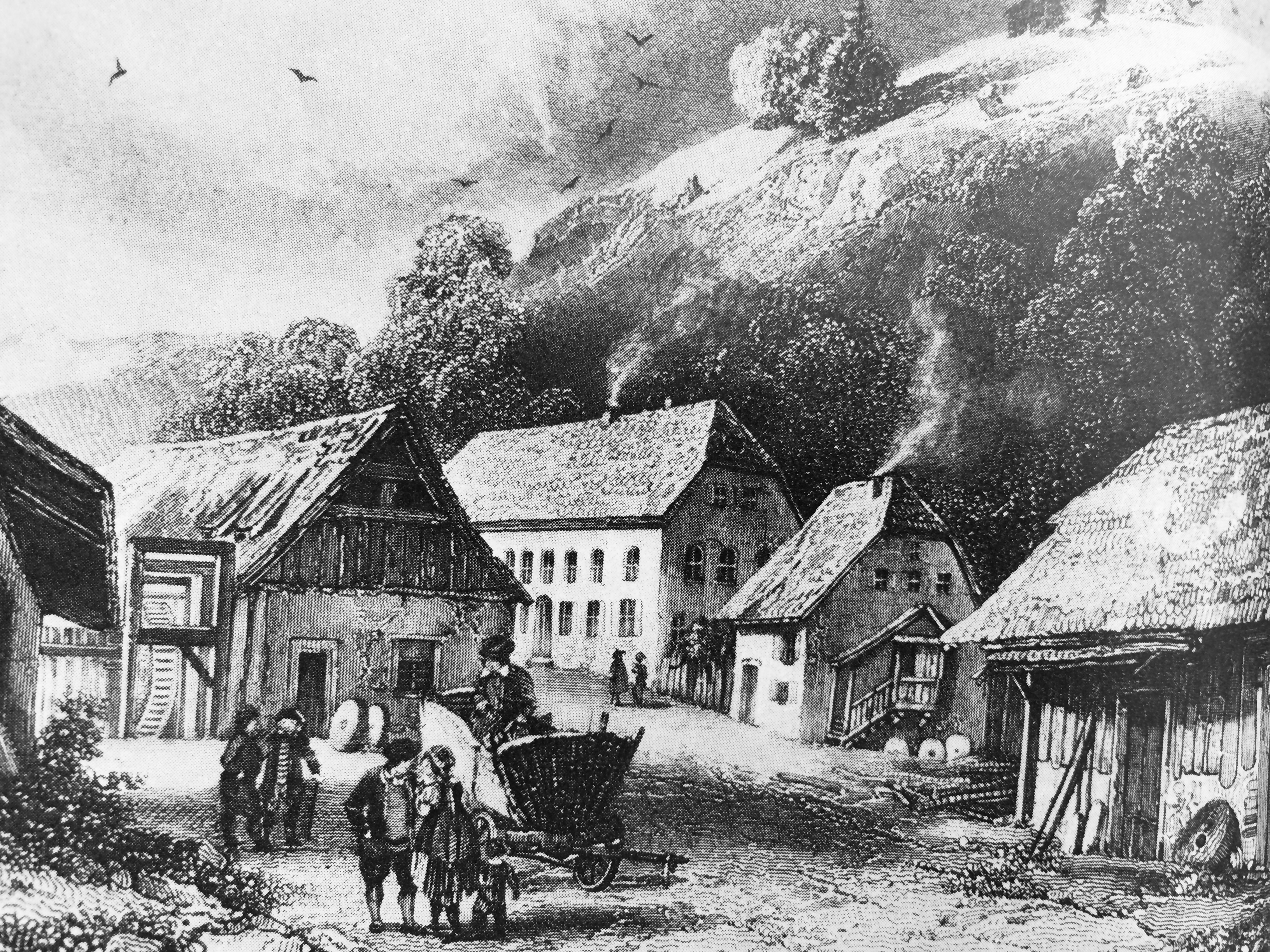
Tiefenstein im Albtal (1844)

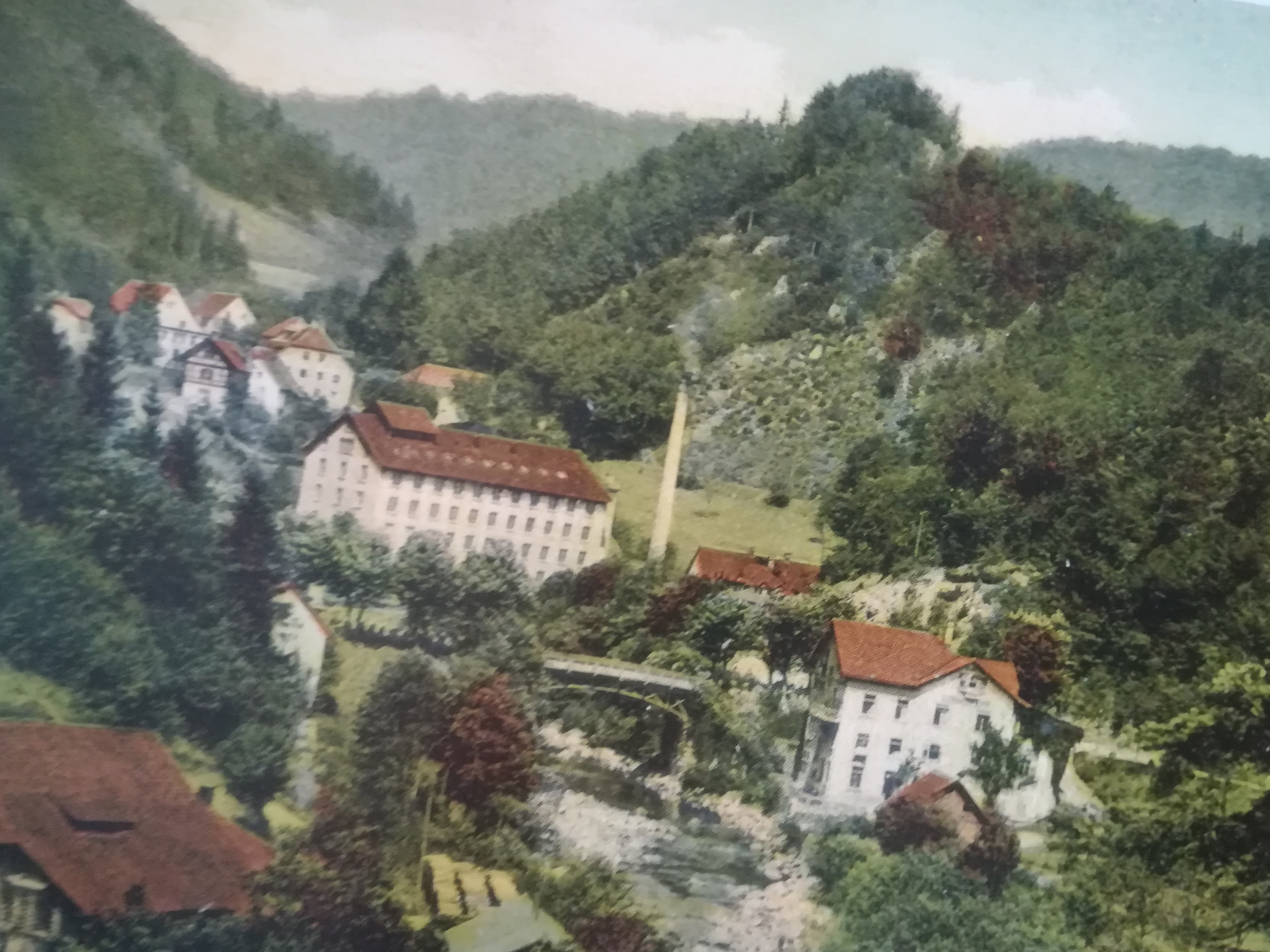
Fabrikgebäude im gewerblichen Tiefenstein (um 1910)

Durch den Hotzenwald verlief bis ins 18. Jahrhundert keine Land- oder Handelsstraße von überregionaler Bedeutung. Da die Talschluchten in Nord-Süd-Richtung verlaufen, waren West-Ost-Verbindungen nur schwer realisierbar. Die Verbindungen beschränkten sich auf Fußpfade und Karrenwege. Daher blieben die Siedlungen auf dem Hotzenwald bis ins 18. Jahrhundert von der Außenwelt abgeschnitten. Nur Stichstraßen führten an den Hochrhein. Viele Höfe auf dem Hotzenwald waren nur mit Feldwegen und Ackerfluren verbunden. Die wichtigste Verkehrsverbindung in der Region war entlang des Hochrheins die Straße von Basel nach Schaffhausen. Sie verlief seit Jahrhunderten ab Basel linksrheinisch, kreuzte in Laufenburg den Rhein, um rechtsrheinisch am Südrand des Hotzenwalds die versumpfte Aaremündung zu umgehen. Über Tiengen führte diese Straße in den Klettgau und an den Bodensee. 1856 wurde am Hochrhein die eingleisige badische Hochrheinbahn Basel – Säckingen – Waldshut mit Tunnel in Laufenburg und Eisenbahnbrücke in Hauenstein fertiggestellt.

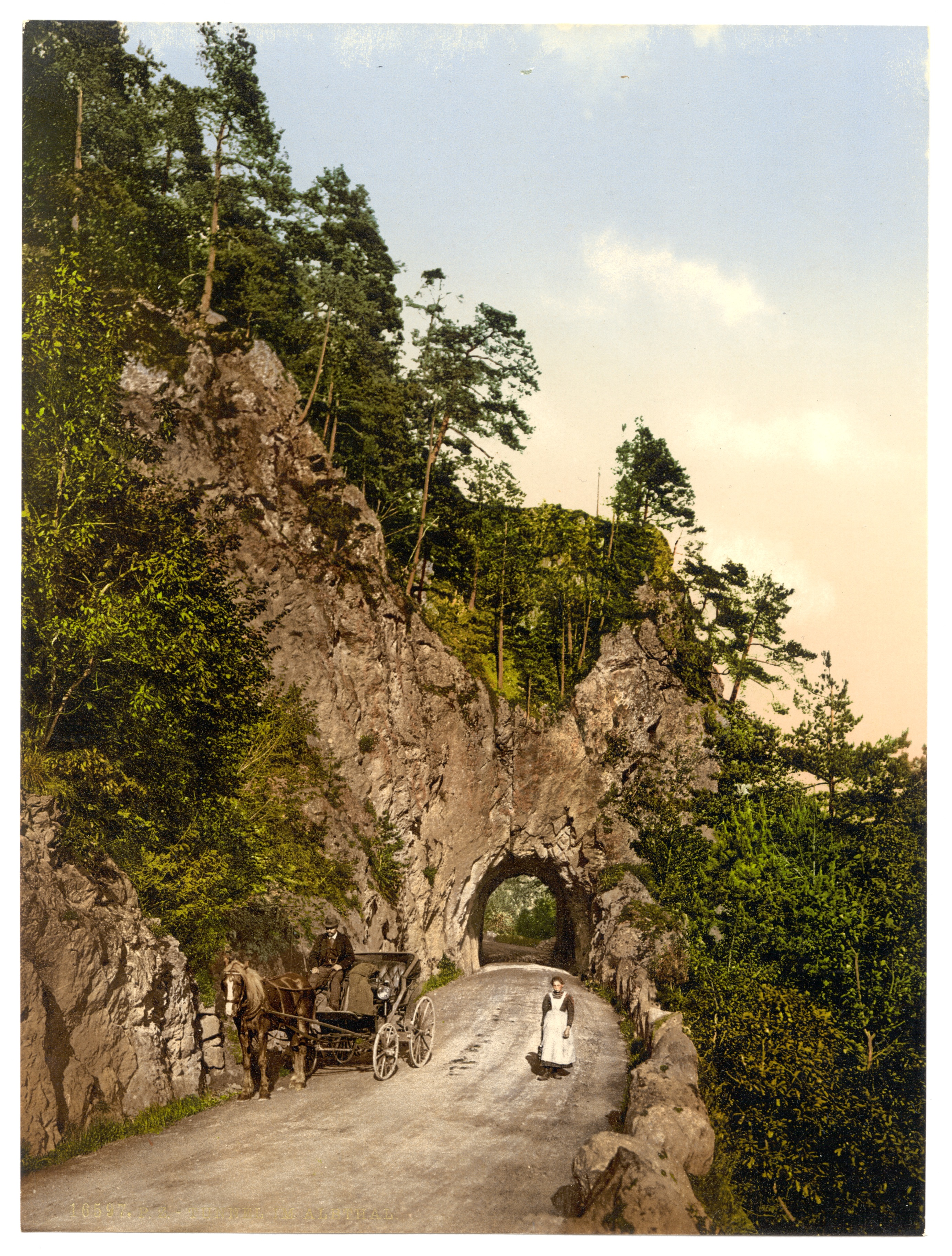
Albtalschlucht. 1854–59 gebaute, getunnelte Albtalstraße (um ca. 1890–1900)

Im 18. Jahrhundert war St. Blasien mit dem Hochrhein über Immeneich – Niedermühle – Unteralpfen – Birndorf – Albbruck verbunden. Ende des 18. Jahrhunderts zeigt eine Karte der Grafschaft Haustein noch keine durchgängige Straße durch die Albtalschlucht. Die einzige Postverbindung führte auf einem „ordinari Weg“ und keiner „Haupt-et Poststraße“ für Postreiter von Waldshut über St. Blasien nach Neustadt. Nach 1767 wurden Brücken über die Wutach, Steina und Schlücht gebaut. Im Winter waren die Dörfer auf dem Wald monatelang völlig abgeschnitten. 1781 hieß es, die Straße auf den Wald sei besonders bei Niederhof so schlecht, daß man nicht einmal einen Toten hindurch schleppen kann.

#### Poststraßen im 19. und Bundesstraße im 20. Jahrhundert
Bis 1760 war die Straße von St. Blasien über Höchenschwand nach Waldshut nur von Saumpferden benutzbar. Das Kloster St. Blasien baute diesen Weg daher 1764 mit österreichischer Beteiligung aus, was zum Widerstand der Gemeinden auf dem Höchenschwander Berg führte, da man Sorge vor militärischen Durchmärschen hatte. 1819 wurde eine reitende Briefpost Lenzkirch – St. Blasien – Waldshut eingerichtet. Eine Straße durch das schluchtenreiche Albtal wurde 1854–59 mit Tunneln gebaut. Sie diente hauptsächlich dem schnelleren Holztransport zu dem neu errichteten Bahnhof in Albbruck am Hochrhein. Ab 1859 wurde im Hotzenwald die Post dreimal in der Woche zugestellt. 1872 fuhr die erste vierspännige Postkutsche durch das Albtal. Die Gründung der Motorenwagengesellschaft St. Blasien erforderte 1904 die Verbreiterung der Fahrbahn auf sechs Meter, ebenso die Erhöhung der Tunnels im Jahr 1924. Poststation im Albtal war das Gasthaus Sonne in Niedermühle zwischen Tiefenstein und St. Blasien.
Trotz der Abgelegenheit und Nichtvorhandenseins von Bahnverbindungen blieb das Straßennetz im Hotzenwald bis 1952 hinter anderen Landesteilen Badens zurück. Erst im Zuge des Hotzenwaldprogramms erfolgte der Bau der Bundesstraße 500 von Waldshut über Höchenschwand nach Baden-Baden mit Ortsumfahrungen und Querverbindungen.

#### Planung von Bahnverbindungen im 20. Jahrhundert
Für eine Bahnverbindung bestanden im Rahmen des Baus der Dreiseenbahn Pläne für den Ausbau von Seebrugg nach St. Blasien und weiter durch das Murgtal zum Hochrhein. Ein weiterer Plan der Stadt St. Blasien sah eine Streckenführung durch das Albtal vor. Bis 1914 verhandelte die badische Staatsbahn mit den Gemeinden wegen Bahnhofsgebäuden für eine Streckenführung St. Blasien – Waldshut. Das Projekt wurde 1922 aufgegeben. Der Hotzenwald besitzt daher bis heute keine Bahnverbindung. Die Ortschaft Urberg galt als bahnfernste Gemeinde in Baden mit einer Entfernung von 14 km zum nächstgelegenen Bahnhof.

## Der Hotzenwald in der Landesgeschichte

### Vorhabsburger und frühe Habsburger Zeit (bis 1396)
Bei der karolingischen Gaueinteilung entstand der Alpgau, benannt nach der Hauensteiner Alb. Zu ihm gehörte der größte Teil des Hotzenwalds.
Das Habsburger Geschlecht stammte aus dem Elsass und errichtete 1020 sein Stammschloss auf dem Habichtsberg bei Brugg am Zusammenfluss von Aare und Reuß. Unter Kaiser Friedrich I. (Barbarossa) erhielt Graf Albrecht III. (Habsburg) die Reichsvogtei über das Kloster Säckingen. Dadurch konnte die Habsburger Familie ihre Herrschaft auf dem Hotzenwald-Rodungsgebiet des Fridolinstifts zur Landeshoheit ausbauen.
1254 überließ König Konrad IV. dem Grafen Rudolf von Habsburg und späteren König Rudolf I. von Habsburg „St. Blasien und den Schwarzwald“. Damit war der Hotzenwald in den Händen der Habsburger. Rudolf I. hatte 1278 Wien und die österreichischen Lande in Besitz genommen. Von da an nannten sich die Grafen Herzöge und ab 1453 Erzherzöge von Österreich. Dadurch verlagerte sich der Schwerpunkt ihrer Politik nach Osten. Ihre alten Stammlande wurden zu Vorderösterreich, wo sie ihre habsburgischen Ämter von Vögten verwalten ließen. Der Vogt über den Hotzenwald saß zunächst auf der Burg Hauenstein. Aus dieser Vogtei entwickelte sich im Spätmittelalter die Grafschaft Hauenstein. Unter König Albrecht I., Sohn Rudolfs I. entstand für die Region und die Siedlungen eine geordnete Verwaltung, niedergelegt 1303 im Habsburger Urbar.
St. Blasien forderte neben Fonleistungen von allen Bewohnern den gleichen Untertaneneid, gleichgültig ob sie ihm nur gerichtspflichtig oder auch noch mit Grundhörigkeit oder Leibeigenschaft zugewannt waren. Das rief die ersten, sich über Jahrhunderte wiederholenden Unruhen auf dem Hotzenwald aus. Die Freibauern wehrten sich, 1371 erstmals mit Gewalt. „Mit Uffsatz, freventlich und unredlich“ heißt es in einer Urkunde Herzog Albrechts in Wien.
Der letzte regierende Graf Johann IV. von Habsburg-Laufenburg, genannt Graf Hans, stellte 1396 einen Revers aus, dass die „Feste Haustein mit dem Schwarzwald und ihr Zugehörung“ ihm auf Lebenszeit überlassen war und dass er die Rechte und Gewohnheiten der Leute erhalten wollte, wie sie überliefert waren. Von 1396 an war die Bezeichnung Grafschaft Hauenstein geprägt. Eine eigentliche Grafschaft hat es jedoch nie gegeben, sondern lediglich einen Bezirk des Schwarzwalds. Die Existenz dieser Urkunde ist laut Rudolf Metz nicht belegt, der Akt des Grafen Hans nicht legitimiert. Die Urkunde ist jedoch nachgewiesen.

### Kriege der Habsburger mit den Eidgenossen und Burgundern (1386–1499)
Der Hotzenwald war kein Gebiet, das strategische Konflikte nahelegte, da es keine Reichtümer aufzuweisen hatte. Dennoch kam es auf Grund seiner exponierten Lage zwischen Österreich, der Schweiz und Frankreich zu vielfältigen Auseinandersetzungen.
Eine nachhaltige Niederlage gegen erstarkende eidgenössische Bauern erlitten die von Hauensteinern Adeligen und Bauern unterstützen, gut ausgerüsteten Habsburger Truppen in der Schlacht bei Sempach 1386. Die Entstehung einer unabhängigen Eidgenossenschaft war damit eingeleitet. Die Stadt Basel versuchte in der Folge, ihr Territorium auf den Hotzenwald auszudehnen. Das Baseler Heer zog 1415 gegen Säckingen. Die Eroberung der Inselstadt gelang den Baselern aber nicht, weil Hauensteiner Bauern anrückten. Auch Tiengen versuchten die Eidgenossen 1415 einzunehmen, was ihnen ebenfalls misslang. Der Schwyzertag in Tiengen erinnert bis heute an dieses Ereignis.
1439 wurde der Hotzenwald von einer Pest heimgesucht, die viele Opfer forderte. Im Alten Zürichkrieg (1443–44) belagerten die Baseler, Berner und Solothurner im Sommer 1443 vergeblich die wichtige Habsburger Brückenstadt Laufenburg. 1444 wilderte ein französisches Söldnerheer, die Armagnaken, am Hochrhein und besonders auf dem Hotzenwald. Mit 6000 Mann wurden die vier Waldstädte besetzt. Die Bauern aus dem Hotzenwald und dem Wiesental vertrieben die Armagnaken in mehreren Gefechten. Es gab weitere Angriffe der Baseler am Hochrhein 1445–49, 1446 ein Überfall auf das untere Wehratal. Die Bewohner flüchteten mit ihrem Hab und Gut auf den Hotzenwald. Die Baseler steckten die Ortschaft Öflingen bei Wehr in Brand und raubten 400 Stück Vieh, bevor sie wieder abzogen.
Der habsburgische Herzog Sigismund (Sigmund) versprach um 1458 den Hauensteiner „selbe bei allen ihren Freyheiten, Rechten und alten Gewohnheiten gnädiglich zue halten“. Die Schweizer begannen 1468 einen neuen Feldzug gegen Österreich, den Waldshuterkrieg, mit dem erfolglosen Versuch von Eroberungen am Hochrhein, jedoch mit Plünderungen auf dem Hotzenwald, mit denen sie ihre Sympathien bei den Einwohnern verscherzten. Die Erfolge der Habsburger werden in der Waldshuter Chilbi festgehalten. 1468 plünderten die Schweizer Bonndorf. Besonderes Leid durch die Schweizer Beutezüge erfuhren die Dörfer Dogern, Birndorf, Gurtweil, Waldkirch und viele Einzelhöfe, auch des Klosters St. Blasien.
Herzog Sigmund verpfändete 1469 gegen ein Darlehen von 50.000 fl. (Gulden) die vier Waldstädte an den französischen Herzog Karl den Kühnen von Burgund. Dadurch wurde der Zugriff der Schweizer auf den Hotzenwald unterbunden. Von 1469 bis 1477 war der Hotzenwald somit in burgundischer Hand.
Die Bewohner des Hotzenwalds und Umgebungen setzten sich der rigorosen Verwaltung des von Karl dem Kühnen eingesetzten und verhassten Vogts Peter von Hagenbach mit allen Kräften entgegen. Seine Hinrichtung 1474 und die strikte Weigerung Karls des Kühnen, die verpfändeten Gebiete an Habsburg zurückzugeben, obwohl hohe Summen dafür geboten wurden, löste die Burgunderkriege zwischen dem Herzogtum Burgund gegen die Eidgenossenschaft und Niedere Vereinigung aus. Sigmund schloss sich dem Bündnis an. Die Ewige Richtung wurde 1474 in Konstanz unterzeichnet. Habsburg und die Eidgenossen einigten sich. Alle Waldstädte schlossen sich der Vereinbarung an. Zweihundert Jahre Krieg zwischen Habsburg und den Schweizern fanden damit zunächst ein Ende.
1476 wurde Herzog der Kühne bei Schlacht bei Murten vernichtend geschlagen. Ein Fähnlein der Hotzenwälder focht dabei auf der Seite der Schweizer mit. 1477 wurde Karl der Kühne an der französischen Mosel bei 400 Mann Verlusten der Hauensteiner und Soldaten der Waldstädte endgültig besiegt. Die verpfändeten Gebiete am Hochrhein wurden wieder österreichisch. Im Schweizerkrieg standen sich 1499 zum letzten Mal Alemannen beiderseits des Hochrheins gegenüber. Die Schweizer eroberten Dogern, steckten das Dorf in Brand und erstachen 60 Österreicher. Die Schweizer wurden von den Landfahnen bei Gurtweil zurückgedrängt, erbeuteten 500 Stück Vieh und wurden schließlich von Truppen des Schwäbischen Bunds zurückgetrieben. Auch bei einer neuerlichen Belagerung von Laufenburg mussten sie vor 600 Nürnbergern abziehen. Letztlich gewannen die Eidgenossen den Schweizerkrieg. Der Hotzenwald blieb aber Habsburger Besitz.

### Reformation und Bauernaufstand (1524–1526)
Der Hotzenwald blieb während und nach der Reformation beim Katholischen Glauben. Stärker wirkte sich der Bauernaufstand in der Region aus. Die Angriffe richteten sich vor allem gegen das Kloster St. Blasien. Im Mai 1524 kündigten die Klosteruntertanen dem Abt Johannes III. in St. Blasien ihre Gefolgschaft ab, um sich von drückenden Fronen und Naturalabgaben zu befreien. An Allerheiligen 1524 versammelten sich 500 Bauern unter der Führung von Hans Müller von Bulgenbach bei St. Blasien und ließen sich vom Kloster bewirten. Dem kriegserfahrenen Hans Müller gelang es, den ungeordneten Haufen zu zügeln und zu organisieren. Im Frühjahr 1525 begann der Aufstand im größeren Umfang. Die Fahne mit dem Bundschuh wurde das Symbol der Bauern für Hoffnung und Freiheit (Bundschuh-Bewegung). Am 27. April 1525 überfielen 600 Bauern aus dem Hauensteinischen, Stühlingischen und Fürstenbergischen unter Hans Müller das Kloster St. Blasien. Sie verjagten die Mönche, zerstörten die Bibliothek, plünderten die Wein- und Lebensmittelvorräte und verwüsteten alles. Nach sechs Tagen zogen sie für neue Raubzüge nach Freiburg, anschließend nach Radolfzell weiter, wo sie am 25. Juli 1525 auseinandergetrieben und viele von ihnen getötet wurden. Unterstützung durch die Schweizer, auf die sie hofften, erhielten die Bauern nicht. Hans Müller wurde in Laufenburg gefangen genommen, gefoltert und am 12. August 1525 durch den Schaffhauser Scharfrichter enthauptet. Die Unruhen auf dem Hotzenwald und an anderen Orten hielten aber noch an. Abt Johannes III. wurde in St. Blasien wieder eingesetzt. Kunz Jehle aus Niedermühle im Albtal, ein weiterer Anführer der Bauern auf dem Hotzenwald, wurde am 13. Dezember 1525 an der alten Waldshuter Straße an einer Eiche aufgehängt. Seine Anhänger legten aus Rache am 11. April 1526 in St. Blasien Feuer, so dass das Kloster völlig niederbrannte.
Die im Bauernaufstand zerstörten Dörfer wurden schnell wieder aufgebaut. Es folgte im 16. Jahrhundert eine lange Friedenszeit mit florierendem Wirtschaftsleben in Eisenhütten bzw. Schmelzöfen (Albbruck, Tiefenstein, Kutterau), Schifffahrt, Flößerei, Fischerei und Handwerk.

### Der Dreißigjährige Krieg und Kriege danach (bis 1709)
Während einer langen Belagerung von Rheinfelden im August 1634 unternahmen die Schweden Raubzüge in den Hotzenwald und überfielen Dörfer und Höfe. Der Abt von St. Blasien versuchte zusammen mit den Waldstädten, eine Verteidigung des Hotzenwalds einzurichten. Nach dem missglückten Versuch flüchtete er nach Kaiserstuhl am Hochrhein. Er ließ sein Kloster zum offenen Raub zurück; seine Untertanen lebten in den Wäldern, wo viele Frauen und Kinder starben. Im September mussten die Schweden den Hotzenwald nach einer Niederlage aufgeben. Vorher verwüsteten sie am Hochrhein alles, was den nachrückenden kaiserlichen Truppen wertvoll sein konnte. 1638 wurde der Hotzenwald nach Kapitulation der Festung Rheinfelden erneut von den Schweden besetzt. Dörfer und Höfe wurden geplündert. Der Abt von St. Blasien floh wieder. Die kaiserlichen Truppen mussten sich Ende 1638 vollständig aus dem Südschwarzwald zurückziehen. Tausende Soldaten und Pferde starben im Winter. Auf dem verwilderten Hotzenwald vermehrten sich die Wölfe. Wegen der Wolfsplage wurden Belohnungen für erlegte Wölfe ausgesetzt. Nach dem Ende des Dreißigjährigen Kriegs blieb das Land noch bis 1650 von Schweden und Franzosen besetzt, um die Rückgabe an Österreich herauszuzögern. Erst ab 1652 setzte die österreichische Verwaltung allmählich wieder ein. Der Hotzenwald hatte im Dreißigjährigen Krieg stark gelitten. In der Grafschaft Hauenstein waren bei Friedensschluss 1648 nur noch 177 Menschen am Leben. Die Landschaft war völlig verarmt; die Bevölkerung brauchte Jahrzehnte, um die Siedlungen wieder aufzubauen. Es kam in der Folge zu Umschichtungen der Bevölkerung aus der Schweiz und Österreich.
Nach dem Dreißigjährigen Krieg führte der vorderösterreichische Hotzenwald verwaltungsmäßig die Bezeichnung „k. k. Kameralherrschaft der Grafschaft Hauenstein waldvogteiamtlichen Bezirks“ und unterstand den Verwaltungsbehörden in Freiburg, die der oberösterreichischen Regierung in Innsbruck unterstellt waren.
Zwischen dem Ende des Dreißigjährigen Kriegs 1648 und dem Beginn der Salpeterunruhen 1728 kam es zu mehreren Kriegen und Raubzügen von oft marodierenden Franzosen auf dem Hotzenwald (Holländischer Krieg, Pfälzischer Erbfolgekrieg, Spanischer Erbfolgekrieg, Polnischer Erbfolgekrieg). Die Bauern konnten ihre Felder nicht mehr bestellen, mussten schanzen, wobei sie Hunger litten, und der Wald wurde nach Einquartierungen durchziehender Soldaten „bis auff das bluoth ausgesogen“. Im April 1709 lagerte der kaiserliche General Mercy mit 2000 Mann zu Pferd in Herrischried, als er den Hotzenwald von feindlichen Truppen säuberte.

### Salpetererunruhen (1728–55)
Salpeter (Salz) zu sammeln war ein Privileg der Bauern. Die salpeterreichen Ausblühungen in den Ställen und Dunggruben mussten abgekratzt und zu Salpeter gesotten werden. Dieses wurde für die Pulverherstellung als kriegswichtiger Rohstoff benötigt.

#### Die Anfänge (1720–1730)
In den Kriegswirren des 17. Jahrhunderts war die Verwaltung des Hotzenwalds in Unordnung geraten. Abgaben konnten nicht mehr regelmäßig eingezogen werden. Der Abt Blasius III. in St. Blasien ließ daher in Abstimmung mit Wien eine Übersicht über die Bewohner erstellen, aus der klarwerden sollte, wer frei war und wer „gotteshauseigener Klosteruntertan“ war. Gleichzeitig ließ er die Bauern eine neue Huldigung auf ihn aussprechen und ein neues Dinggericht in Remetschwiel einrichten. Gegen dieses Vorgehen und weitere Maßnahmen (Dogerner Rezeß, 1720) erhob sich zunehmend Unmut in der Bevölkerung. Unterschriften gegen Anordnungen wurden gesammelt. Johann Fridolin Albiez (Salpeter-Hans) wurde Wortführer der Unzufriedenen. Diese beriefen sich immer wieder auf den Freiheitsbrief des letzten Grafen Hans IV. von Habsburg-Laufenburg von 1396, der den Hauensteinern die Landschaft geschenkt hat (s. Kap. 3.1). Daraus glaubten sie, ihre alten Ansprüche ableiten zu können.
Die Salpeterer hatten ein privilegiertes Gewerbe und erzürnten sich daran, dass für Salpeter 1722 ein kaiserliches Ausfuhrverbot erteilt wurde.
Die einsetzenden Salpetererunruhen erfassten in kurzer Zeit große Teile des Hotzenwalds und teilten die Bewohner fast 30 Jahre lang in feindliche Lager. Die Fronten gingen dabei oft mitten durch Dörfer und Familien. Albiez reiste im Mai 1726 nach Wien, um Kaiser Karl IV., seine Anliegen auf größere Freiheitsrechte vorzutragen. Er konnte aber in Wien keinen Erfolg erzielen. Auf dem Hotzenwald verbreiteten sich dennoch Gerüchte, dass der Kaiser den Wünschen der Salpeterer entgegenkommen wolle. Albiez wurde in Freiburg unter Arrest gestellt, verhaftet und verstarb dort ein Jahr später. Auf dem Wald wurde er zum Martyrer gegen die verhasste Klosterherrschaft, und die Unruhen setzten sich unter neuen Anführern fort.
1727 verlangte der neue St. Blasier Abt eine Erneuerung der Huldigung der Einwohner auf ihn. Dem kamen die Bewohner nicht nach. Die Gegensätze verschärften sich. Sowohl der Abt als auch das Volk schickten Deputierte nach Wien, nachdem die Regierung die Wahl von Einungsmännern ausgesetzt hatte. Daraufhin schickte Wien ein militärisches Kommando mit 1000 Mann in den Hotzenwald, strebte jedoch keine gewaltsame Beendigung des Konflikts an.
Am 17. Mai 1728 kam es unter militärischem Druck zu einer Zwangshuldigung der Hotzenwaldeinungen in Waldshut. Anschließend durften die Einungen ihre Forderungen gegen das Kloster St. Blasien vorbringen. Sie formulierten 38 Klagepunkte. Diese wurden in einer Resolution der Hofkanzlei Wien überwiegend abgelehnt und die Rechte des Klosters St. Blasien in den meisten Punkten bestätigt. 1730 wurden die Einungen wurden für die Kosten verantwortlich gemacht und zu Schadensersatz verurteilt. Es kam zu Verurteilungen mit Enthauptung und Zwangsarbeit. Der erste Abschnitt der Auseinandersetzung fand damit ein Ende.

#### Kompromiss-Vereinbarung und Ablehnung (1730–1739)
Die Herrschaft in Wien gab den Salpeterern nicht nach. Die Ansprüche der Aufrührerischen Ansprüche gipfelten in der Forderung nach vollständiger Autonomie ihrer Grafschaft Hauenstein. 1738 kam es zunächst zu einer Vereinbarung mit einer Ablösung in Höhe von 58.000 Gulden an das Kloster St. Blasien, das damit auf seine Rechte aus der Leibeigenschaft verzichtete. Die Vereinbarung fand aber im Volk keine durchgängige Anerkennung. Viele sahen sie als unnötig an. Das Volk trat in einen Steuerstreik.
Das habsburgische Militär trat 1739 erneut auf den Plan und stieß jetzt auf bewaffneten Widerstand. Die Wiener besetzten schließlich die unruhigen Dörfer auf dem Hotzenwald und verhaftete die Aufrührerischen. Die Anführer wurden bei Albbruck hingerichtet, andere zu Schanzarbeit in Ungarn verurteilt. Für Hunderte wurden Geldstrafen verhängt. Beteiligte Dörfer Dogern, Görwihl, Wolpadingen, Rickenbach, Höchenschwand und Hochsal mussten Strafen zahlen. Auf dem Wald kehrte nach Aushängung eines kaiserlichen Mandats 1739 zunächst wieder Ruhe ein.

#### Bürgerkriegsähnliche Entwicklung und Verbannungen (1742–1755)
Rückkehrende Verbannte riefen ab 1742 jedoch zu neuen Umtrieben aus, an denen sich bis zu 1000 Salpeterer bei Zusammenkünften beteiligten. Immer wieder legten die Unruhigen ihre Beschwerden vor. Erfolge gegenüber dem starren Verhalten in Wien stellten sich nicht ein. 1750 kam es wieder zu Verurteilungen, die ihre Wirkung auf Besänftigung der Bevölkerung erneut verfehlten. Im Juni 1754 beorderte die Regierung eine Kompanie Soldaten in das Land. Diese hatten von kaiserlicher Seite Anweisung, die geltende Rechtsordnung einzuhalten und Willkür zu vermeiden. Sie griffen dennoch hart durch. Als Rebellen geltende Männer und deren Angehörige wurden verhaftet. Am 14. Oktober 1755 wurde das von Kaiserin Maria Theresia in Wien ergangene Urteil verkündet. Insgesamt 112 Personen, Männer Frauen und Kinder, wurden in die Deportation geschickt. Die Männer wurden paarweise aneinander gekettet und auf sieben Leiterwagen unter strenger militärischer Bewachung in den ungarischen, heute westrumänischen Banat in die Nähe von Temesvar verbracht. Ihre Güter wurden verkauft. Die Regierung hob die freien Wahlen der Einungsmeister auf. Der Widerstand der Hotzen war gebrochen. Die Unruhen waren großenteils in der Armut der Bevölkerung begründet. Eine Besserung trat erst zögerlich mit der Einführung von Heimarbeit ab 1750 ein.
Die Verbannung ist auch im Zusammenhang mit regulären, staatlich geförderten Auswanderungen in der Zeit vor und nach 1755 zu sehen. Das Kaiserhaus suchte, neu gewonnene Gebiete im Osten zu sichern. Schon 1725 zogen Menschen von Tiefenhäusern nach Ungarn, wo Kolonistendörfer erstellt wurden. Die Salpeterer wurden allerdings auf verschiedene Dörfer verteilt, was neues Unbehagen schuf. Mit den Nachkommen verbannter Hotzenwälder aus dem Dorf Saderlach wurde 1991 von Görwihl aus wieder Kontakt aufgenommen.

#### Die Salpetererunruhen aus heutiger Sicht
Mehr als dreißig Jahre lang war ein Kampf mit zeitweiser Gewaltbereitschaft geführt worden. Tote gab es allerdings nur zwei, und nur auf der Seite der „Unruhigen“. In diesem Kampf waren beide Seiten zutiefst überzeugt gewesen, im Recht zu sein. Was für den Staat Recht gewesen ist, war aus der Sicht der Bevölkerung Unrecht oder Zwangsherrschaft. Das Recht der Bauern war aus der Sicht des Staates Unrecht und Rebellion. Die Bevölkerung selbst war in ihrer Überzeugung gespalten. Weniger ideologischer Freiheitswille als vielmehr Frust, Wut und Hass von Bauern gegenüber Bauern und der Unruhigen gegen die Stadt Waldshut waren Triebkraft der bürgerkriegsähnlichen Auseinandersetzungen. Heute schreiben die Historiker noch vereinzelt von „Freiheitskampf“ und revolutionären Kräften, die auf völliger Befreiung von feudalen Abhängigkeiten und auf der Anerkennung regionaler Autonomie zielten. Die Widerstände werden andererseits heute als „reaktiver sozialer Protest“ und „Misstrauen gegenüber staatlicher Übermacht“ gedeutet.

### Revolutionskriege und Ende der österreichischen Herrschaft (1789–1806)
Unter Kaiserin Maria Theresia und ihrem reformfreudigen Sohn Joseph II. verbesserte sich die Verwaltung und Abgabensituation spürbar. Schulwesen wurde eingeführt, Unterschlagungen durch den Adel unterbunden, Hexenprozesse abgeschafft, ein Allgemeines Gesetzbuch eingeführt. 1785 hob Josef II. die Leibeigenschaft auf.
Nach der französischen Revolution kamen Flüchtlinge auf den Hotzenwald, die sich vor der Guillotine retteten. Mehrfach (1796, 1799, 1800) überschritten die Franzosen den Rhein und drangen am Hochrhein entlang auch in die Hotzenwalddörfer vor, wobei sie Säckingen, Laufenburg und Waldshut verwüsteten. Auf ihrem eiligen Rückzug über den Rhein im Oktober 1796 brannten sie auch die Rheinbrücke in Laufenburg nieder. Zuletzt rückten sie mit 45.000 Mann über Freiburg und St. Blasien vor. Der Hotzenwald wurde stark in Mitleidenschaft gezogen. Die Grafschaft musste 1791–1803 1.256.000 fl. (Gulden) an Kriegssteuern aufbringen, der Schaden durch Plünderungen belief sich auf rund 500.000 fl.
Im Frieden von Lunéville (1801) wurde 1806 der Hochrhein zur Staatsgrenze. Österreich musste die linksrheinische Seite (Fricktal) an die Schweiz abtreten. Die Stadt Laufenburg wurde dadurch geteilt. Die Waldstädte und die Grafschaft Hauenstein fielen vorübergehend als Entschädigung an Herzog Herkules III. von Modena. Da dieser 1803 starb, wurde der Hotzenwald nochmals für zwei Jahre österreichisch. Die österreichische Verwaltung blieb noch im Amt. 1805 stießen Truppen Napoleons am Hochrhein vor. Im Frieden von Pressburg (1805) nach Napoleons Sieg in der Schlacht bei Austerlitz endete die österreichische Vorherrschaft in den Vorlanden endgültig. Der Breisgau, das Hauensteinerland und die vier Waldstädte wurden dem badischen Kurfürsten Karl Friedrich zugeschlagen. Die Übergabe erfolgte 1806.

### Großherzogtum Baden (1806–1918)

#### Widerstände gegen die neue Zugehörigkeit

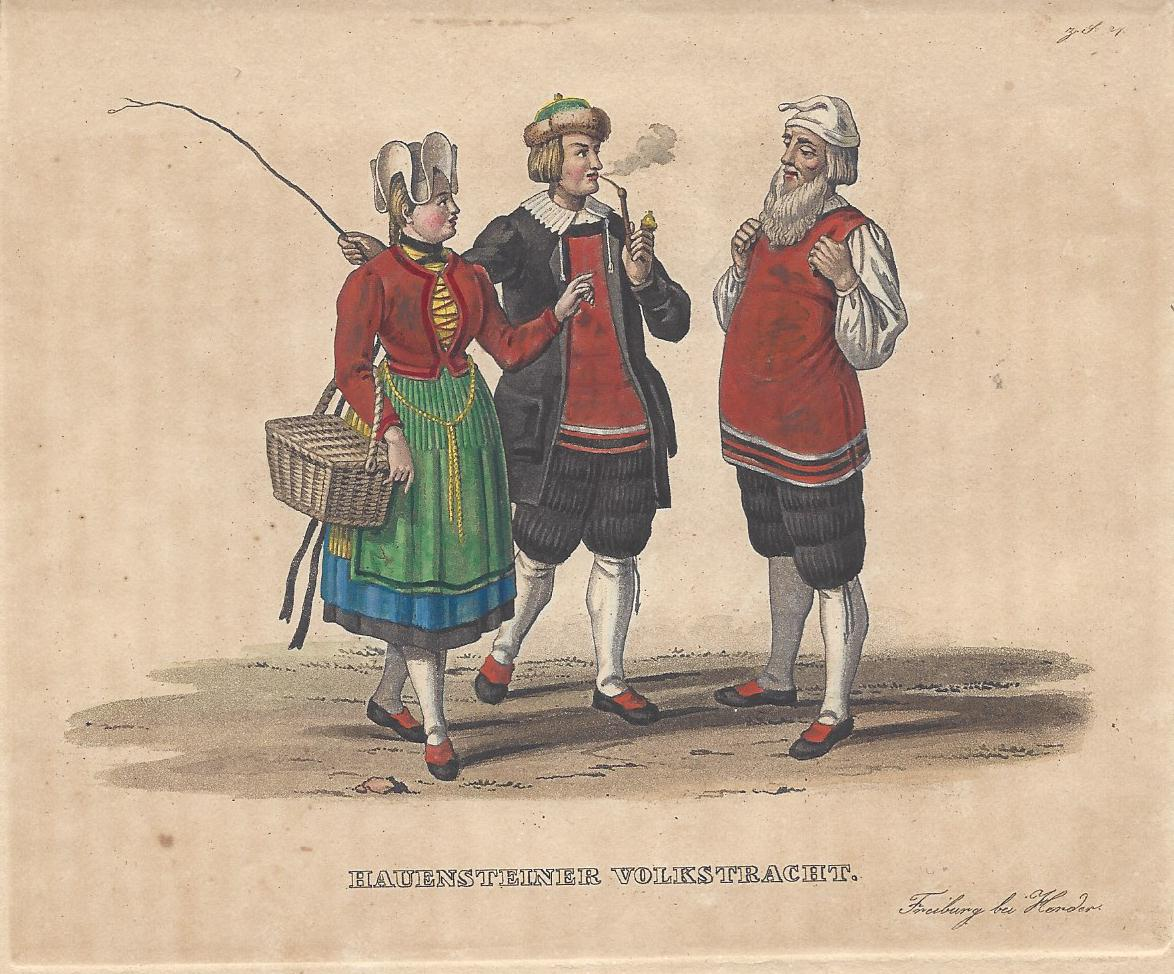
Hauensteiner Volkstracht

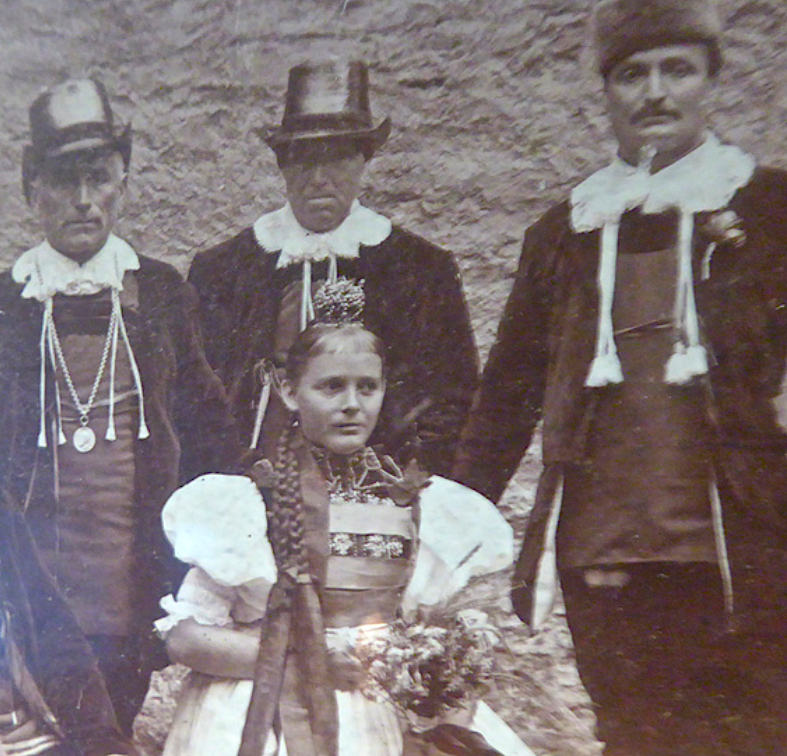
Hotzenwälder Hochzeit (Herrischried)

Im Länderschacher zu Beginn des 19. Jahrhunderts versuchten württembergische Truppen an zahlreichen Orten im und um den Hotzenwald Ansprüche durchzusetzen. Das Königreich Württemberg hielt auch die Grafschaft Hauenstein sowie die Waldstädte besetzt. Auf französische Anweisung musste der württembergische König jedoch seine Annektionstruppen aus dem Hotzenwald abziehen. Am 15. April 1806 nahm Kurfürst Karl Friedrich offiziell in Freiburg das neugewonnene österreichische Gebiet im Südschwarzwald für Baden in Besitz. Die Huldigung eines Deputierten der Hauensteiner für Karl Friedrich fand am 30. Juni 1806 mit allgemein großem Jubel in Freiburg statt. Die Grafschaft Hauenstein mit 26000 Einwohnern im Jahr 1805 hörte auf zu existieren, ebenso die Einungen.
Der junge badische Staat war Napoleon zu immer neuen hohen Abgaben verpflichtet und musste ihm Soldaten für seine Kriegszüge stellen. Ständig wurden daher neue Steuern erhoben. Viele Rekruten aus dem Hotzenwald flohen vor der Rekrutierung in die Schweiz, von wo sie nach Amerika auswanderten. 1812 erhielten die Gemeinden einen Akzisor. Er musste als Vorläufer des heutigen Finanzamts die Steuern einziehen.
Minderheiten der Bevölkerung im Hotzenwald und anderen badischen Regionen waren mit dem Anschluss an das Großherzogtum nicht einverstanden und wollten die österreichische Zugehörigkeit zurückhaben. Auch die protestantische Linie des Großherzogtums wurde von den Katholiken im Hotzenwald abgelehnt. Manche Hotzenwälder erkannten den badischen Staat nicht an, weil sie glaubten, die Einwohner hätten befragt werden müssen, ob sie von Österreich wegwollten. Dass eine neue Landesherrschaft über ihre Köpfe hinweg eingerichtet wurde, widersprach ihrem Rechtsempfinden zutiefst. Aus diesem Grund und wegen der erhöhten Abgabenbelastungen kam es 1813 zu Verweigerungen des Militärdiensts, 1826 zur Boykottierung von Impfpflicht und Schulbesuchen sowie zur Meidung von Gottesdiensten. Widerständige Salpeterer-Minderheiten wurden mit Geldstrafen belegt, was sie nicht schreckte, oder sie wurden nach Pforzheim ins Arbeitshaus gebracht. Allgemein konnten die Salpeterer, die bei den Unruhen erneut eine tragende Rolle spielten, in der zweiten Hälfte des 19. Jahrhunderts keine Massenbewegung mehr durchsetzen.

#### Randlage in Baden und die Entwicklung im 19. Jahrhundert
Im neuen Großherzogtum Baden führte der Hotzenwald als Randlage ein abgelegenes Dasein. Das Gebiet der Jahrhunderte alten Einungen wurde durch die neue Bezirksgrenze zwischen Säckingen und Waldshut getrennt. Der Begriff Hauenstein verschwand somit aus der Amtssprache. Feudalverhältnisse aus dem Mittelalter wurden schrittweise beseitigt. Bis Ende der 1840er Jahre waren die alten Dienstbarkeiten, Fronpflichten und Zehnten in nahezu allen Hotzenwaldgemeinden abgeschafft.
1849 wurde die Republik ausgerufen. Auf dem Wald sympathisierte man teilweise mit den republikanischen Ideen. Am Hochrhein bildeten sich Freischaren. In Laufenburg und Säckingen entstanden bewaffnete Volkswehren. Preußische Truppen griffen ein. Anführer der Hotzen und Militärdienstverweigerer wurden standrechtlich verurteilt. Die letzten preußischen Truppen verließen 1851 die Waldstädte. Erst 1852 wurde der Kriegszustand aufgehoben.
Die Bevölkerung hatte zwischen 1835 und 1860 stark zugenommen. Bereits nach dem Hungerjahr 1817 und noch stärker nach den Hunger- und Revolutionsjahren 1848–49 setzte eine kräftige Auswanderungswelle ein, vorwiegend in die USA, gestützt durch die Landesregierung, die dem Entstehen eines bäuerlichen Proletariats vorbeugen wollte. „Die große Not dieser Waldgegenden hat die Staatsregierung veranlaßt, eine Auswanderung der Bedrängten auf Staatskosten nach Amerika zu organisieren“. Am stärksten war die Auswanderung in Herrischried und Rickenbach, wo allein im Mai 1851 500 Bürger aus wirtschaftlicher Not in vier großen Transporten in die Neue Welt auswanderten. Zwischen 1860 und 1935 wanderten aus dem Hotzenwald rund 13.500 Menschen ab. Von 1875 bis 1880 zogen vom Görwihler Berg fast 400 Personen weg, um ein neues Leben zu beginnen. Viele Höfe wurden aufgegeben, das Land von der Regierung aufgeforstet.
1863 wurden die überlebten Zünfte aufgehoben. Viele Menschen fanden Arbeit in den aufkommenden Industrien am Hochrhein.

### Der Hotzenwald im 20. Jahrhundert

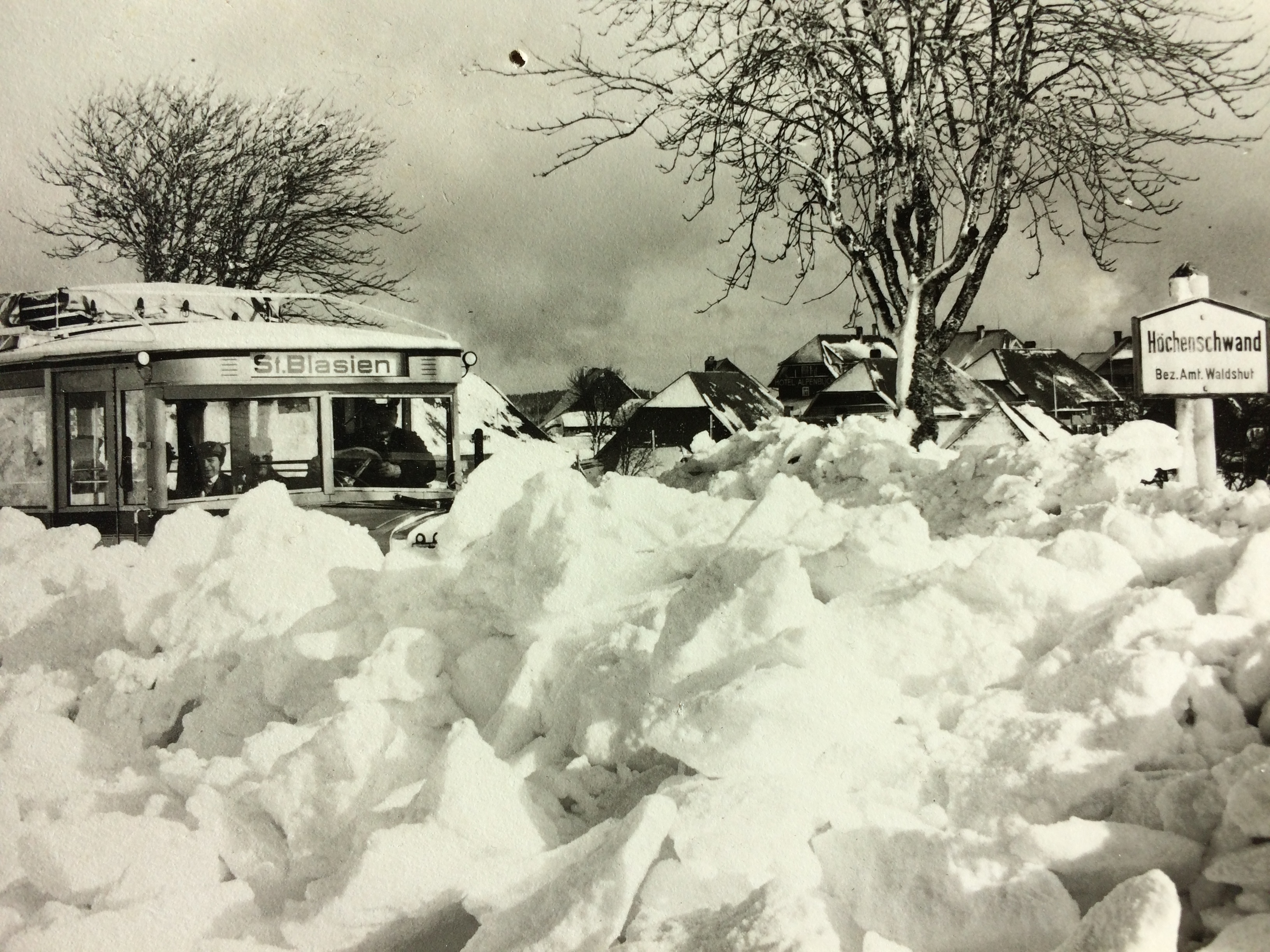
Postbus der 1904 gegründeten Motorenwagengesellschaft St. Blasien im Winter 1928/29 in Höchenschwand. In diesem Winter fror der Hochrhein zu.

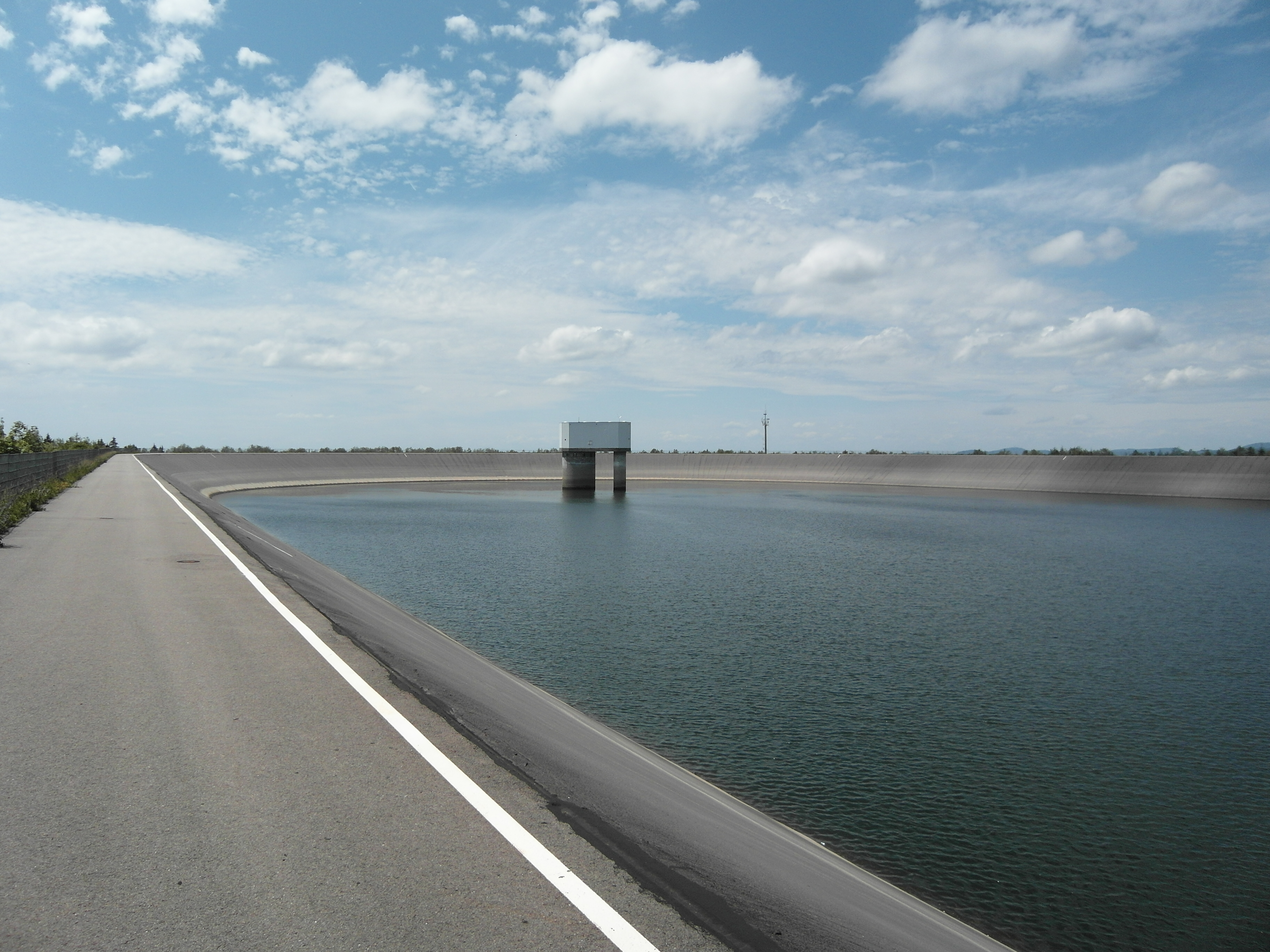
Hornbergbecken des Pumpspeicherkraftwerks Wehr

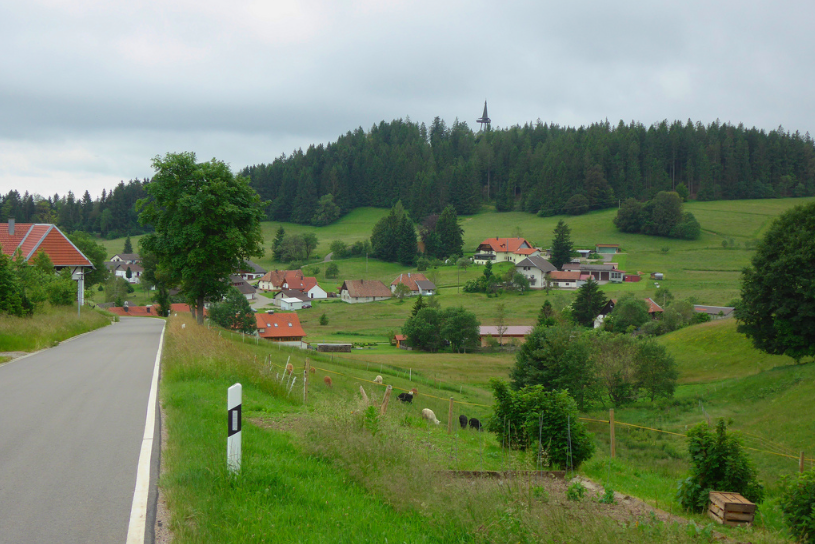
Gesicht des Hotzenwalds heute (Engelschwand)

Nach dem Ersten Weltkrieg gehörte der Hotzenwald zur Republik Baden. Bis in die 1930er Jahre hielt die Entvölkerung im Hotzenwald an. Gleichzeitig nahmen die Einwohnerzahlen in den Städten am Hochrhein auf Grund der Industrialisierung in Waldshut, Albbruck und Laufenburg (Baden) zu. Der Wald blieb Notstandsgebiet. 1937 wurden 41 Gemeinden mit 17.352 Einwohnern zum „Notstandsgebiet Hotzenwald“ erklärt. Der Zweite Weltkrieg unterbrach die Hilfsmaßnahmen. Die französische Besatzung konnte nichts zur Minderung der Armut auf dem Wald beitragen. Erst das „Hotzenwaldprogramm“ des neu gegründeten Landes Baden-Württemberg führte 1953–60 zu einem entscheidenden Wandel. Das Straßennetz wurde massiv ausgebaut. Zentrale Wasserversorgung wurde eingerichtet und moderne Schulen gegründet. Das Schluchseewerk schuf neue Arbeitsplätze mit dem Bau des Kavernenkraftwerks Säckingen (1966) und des Kraftwerks Wehr (1976) und gab namhafte Zuschüsse zur Errichtung zentraler Wasserversorgungsanlagen. Aus dem einstigen Notstandgebiet wurde ein vielbesuchtes Erholungs- und Urlaubsgebiet.
Das vom Schluchseewerk geplante Pumpspeicherkraftwerk Atdorf, das mit einer Leistung von 1400 Megawatt größte seiner Art in Europa, wurde nicht gebaut. Die Pläne wurden 2017 aufgegeben.